# Storia economica d'Italia
La storia economica d'Italia presenta i cambiamenti economici e sociali e le politiche economiche in Italia dall'Unità (1861) fino al presente.

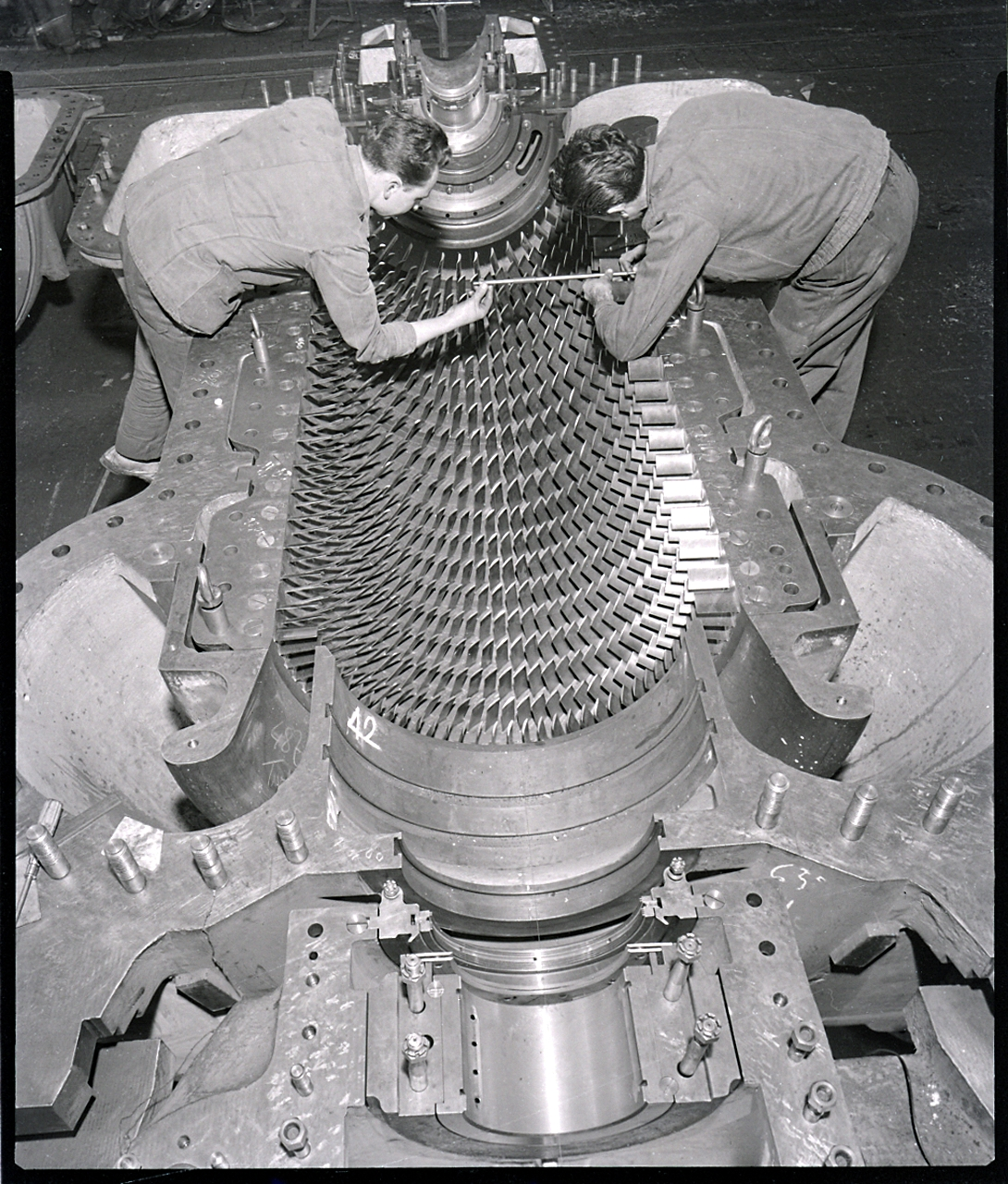
Produzione di una turbina, Milano, 1966. L'espansione dell'industria meccanica è stata uno degli assi portanti della crescita italiana durante gli anni del miracolo economico italiano.

L'Italia appena unificata era un paese povero, con poche infrastrutture industriali e civili e condizioni sociali già piuttosto diverse tra le sue regioni. Durante i primi trent'anni del Regno, mentre l'Europa si avviò alla seconda rivoluzione industriale, l'Italia costruì le infrastrutture fisiche fondamentali e sviluppò e unificò le istituzioni nazionali. Solo dalla fine del secolo, durante la cosiddetta età giolittiana (1899-1914), ci fu una crescita decisa ed un primo vero decollo industriale.
La prima guerra mondiale produsse un forte indebitamento, generò un'inflazione elevata e indebolì la valuta. Il dopoguerra vide una ripresa relativamente rapida, ma anche grandi tensioni sociali. Il governo fascista (1922-1943) dopo la svolta politica dittatoriale del 1925, promosse una forte rivalutazione della lira, che causò un riorientamento delle produzioni industriali, assieme a una grave deflazione e recessione. Nel 1929 le conseguenze della crisi di Wall Street travolsero il paese. Il governo salvò il sistema finanziario e portò gran parte dell'economia in mano allo Stato; accentuò il protezionismo, portandolo poi fino alla politica di autarchia. Queste scelte di politica economica produssero una crescita molto bassa per tutti gli anni 1930, molto inferiore a quella delle principali economie occidentali.
Il conflitto mondiale (1940-1945) costò all'Italia numerosissime vittime, immense distruzioni di infrastrutture civili, e un dilaniamento politico e sociale. La ricostruzione fu molto rapida e debito ed inflazione vennero messi sotto controllo in pochissimi anni. Fino alla metà degli anni 1960 la crescita rimase molto sostenuta, grazie a molti fattori positivi, politici, economici e sociali, sia nazionali, sia internazionali. Questo cosiddetto miracolo economico italiano fece recuperare il ritardo storico rispetto alle economie più avanzate e ridusse anche le differenze di reddito nella popolazione e il divario regionale tra nord e sud.
Dalla metà degli anni 1960, l'Italia arrivò alla piena occupazione e la crescita non poteva essere più sostenuta da manodopera a basso prezzo e tecnologie importate, come era accaduto fino ad allora. Dalla fine degli anni 1980, una nuova potente ondata di globalizzazione vide i paesi asiatici emergere sulla scena economica mondiale, i mercati internazionali divenire sempre più aperti, e tecnologie e la mobilità internazionale dei capitali ancor più diffuse. Molti settori economici si organizzarono tramite estese filiere produttive globali, generando in Italia come altrove forti tensioni politiche e sociali. In risposta, il sistema politico italiano promosse riforme sociali e aumentò la spesa pubblica.
Il tasso di crescita rimase sostenuto fino alla metà degli anni 1990, quando l’Italia raggiunse lo stesso livello di PIL per abitante delle maggiori economie europee. All'inizio degli anni 1990 l'Italia visse profondi cambiamenti politici, mentre l'Europa rafforzava la propria integrazione e avviava la preparazione dell'unione monetaria.  La fase di crescita degli anni 1980-1995 si rivelò alimentata da una eccessiva spesa pubblica e scarsa tassazione. Il paese accumulò un debito imponente e non riuscì a correggere efficacemente le proprie debolezze di fondo: la grande diffusione di corruzione e criminalità organizzata, il rallentamento del sud, e la perdita di produttività dei settori economici trainanti.
Dagli anni 1990 la crescita italiana è stata molto fragile e limitata. Fino ad allora,come tante economie arretrate in fase di espansione, l'Italia aveva usato ripetute svalutazioni per guadagnare competitività. Superata quella fase, sostenere la competitività richiedeva di sviluppare il capitale umano (istruzione e ricerca), favorire l’innovazione tecnologica, la coesione e fiducia sociali, la capacità di interagire con un mondo sempre più interconnesso e di adattarsi agilmente ai cambiamenti globali. Le riforme italiane in queste direzioni non hanno sempre tenuto il passo rispetto ad altre economie avanzate. 
Nel 2008-2009 una crisi finanziaria globale scatenò una grande recessione che durò fino al 2014, aumentando la fragilità generale del paese; le divergenze fra settori dell'economia che hanno saputo crescere, innovare e competere ed altri che sono entrati in declino; e le differenze fra nord e sud. Il reddito medio per abitante italiano, che nel 1995 aveva raggiunto il 70% di quello statunitense, nel 2019 ne è diventato il 50%: è stata così annullata la convergenza con la maggiore economia mondiale, che era stata guadagnata durante la rincorsa degli anni 1950-1980.

## Evoluzione di lungo periodo

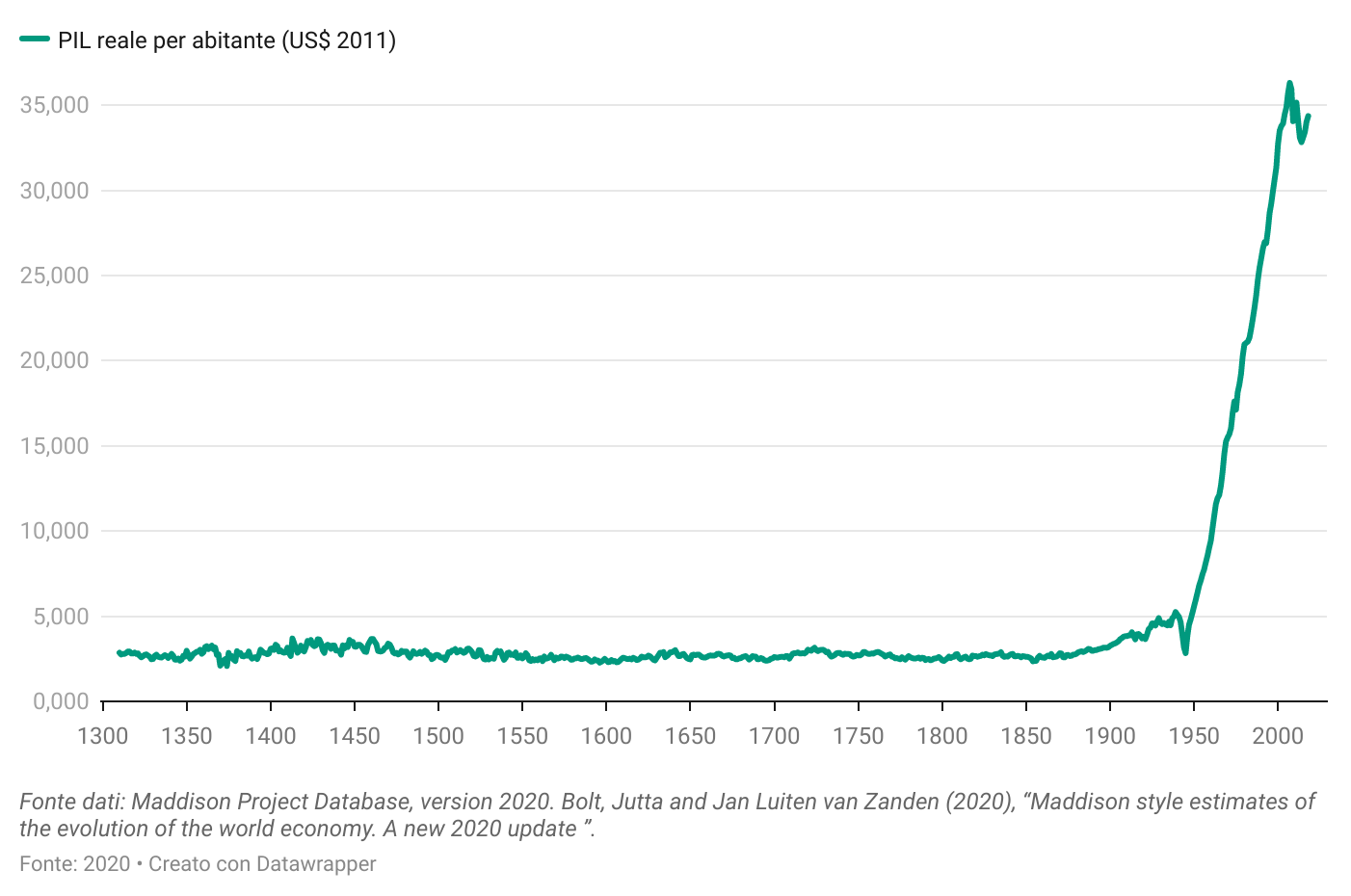
Prodotto interno lordo (PIL) reale del territorio italiano per abitante durante il periodo 1310-2018. Gli economisti hanno ricostruito l'andamento di lungo periodo dei maggiori indici economici. Sebbene ci sia inevitabile incertezza sui valori esatti, specie per l'Italia preunitaria, l'andamento generale presentato da questo grafico trova consenso tra gli economisti.

Guardando al lungo periodo, la ricchezza media degli italiani è rimasta pressoché costante fino alla fine del 1800.  I cicli economici che si sono succeduti nel corso di molti secoli precedenti, con fasi di crescita e di crisi, non hanno prodotto un significativo cambiamento economico (in termini di PIL per abitante).
Nel 1861 l'Italia appena unificata era un paese arretrato e periferico alla nascente rivoluzione industriale europea e alla prima globalizzazione. Durante i primi trent'anni del Regno l'economia crebbe poco, mentre si unificavano e consolidavano le istituzioni politiche, di mercato e le infrastrutture nazionali. Dalla fine del 1800, l'economia italiana cominciò a crescere più decisamente e a convergere con quella dei paesi più industrializzati. Tra le due guerre mondiali, e a cavallo della grande depressione del 1929, la crescita e la traiettoria di convergenze rallentarono e furono poi interrotte dalla catastrofe del secondo conflitto mondiale.
Nel secondo dopoguerra la crescita accelerò fortemente, con tassi medi superiori a quelli delle grandi economie occidentali (anni 1950-1960), consentendo all'Italia di recuperare il ritardo storico rispetto alle economie più avanzate, pur nel mezzo di una forte crescita delle economie occidentali. Questa cosiddetta convergenza si attenuò durante gli anni 1970-1980, fino ad arrestarsi negli anni 1990, mentre il mondo entrava in una nuova fase di forte globalizzazione.
Questa crescita economica (che rispecchia la traiettoria delle economie degli altri maggiori paesi occidentali) ha prodotto un forte miglioramento delle condizioni di vita: dal 1861 al 2018 il prodotto interno lordo per abitante è aumentato oltre 13 volte; l'aspettativa di vita alla nascita è passata da 30 a 83,4 anni; la mortalità infantile entro il primo anno di vita è passata da 289 a 2,4 per mille nati vivi; la disuguaglianza di reddito si è ridotta di un terzo; la popolazione in povertà assoluta è diminuita dal 40% al 8,8%; il tasso di analfabetismo è stato ridotto dal 78% al 1%.
Dalla meta degli anni 1990 è cominciata una fase di contrazione della crescita. Alcuni economisti vedono una difficoltà italiana dentro una generale perdita di competitività globale delle economie europee. Altri sottolineano che la contrazione della crescita economica italiana è molto più marcata di quella delle altre maggiori economie europee e rappresenta un vero e proprio declino che, dall'unità, era stato sperimentato solo durante il secondo conflitto mondiale.

## Regno d'Italia

### L'Italia all'unificazione
L'Italia appena unificata (1861) era il paese più arretrato tra i grandi paesi europei. Il PIL per abitante era di 2,050 euro, la metà di quello del Regno Unito, l'economia più avanzata dell'epoca. Su 26 milioni di abitanti, il 44% di essi viveva sotto la soglia di povertà e il 30% erano cronicamente malnutriti. Un bambino su quattro moriva entro il primo anno di vita, un tasso di mortalità infantile tra i più alti in Europa, così come lo erano l'incidenza di pellagra e di malattie infettive. La speranza di vita alla nascita era di 30,5 anni (mentre in Germania e Gran Bretagna era di 42 anni).
L'Italia non era soltanto arretrata, ma era anche disomogenea: la storia aveva prodotto una diversità di istituzioni, norme culturali e prassi. È stato stimato che solo dal 2 al 10% della popolazione sapesse esprimersi in italiano piuttosto che in dialetto.
C'era già un chiara divergenza sociale tra nord e sud. Il 54% della popolazione piemontese, ligure e lombarda era analfabeta, contro il 74-80% di quella veneta, toscana, emiliana e dello Stato Pontificio e l'87-90% della popolazione meridionale. In Liguria, Lombardia e Piemonte andavano a scuola il 93% dei bambini; nell'Italia centro meridionale solo dal 18 al 35%, a seconda delle regioni.
Le realtà industriali (soprattutto metalmeccaniche e tessili) erano concentrate in Piemonte, Liguria e Lombardia: le tre regioni producevano circa la metà di tutte le esportazioni nazionali. Nel complesso, le industrie e infrastrutture erano molto limitate rispetto agli altri maggiori paesi europei. È stato stimato che la capacità produttiva italiana nel tessile del cotone fosse meno del 2% di quella inglese e il 9% di quella francese; la produzione di ghisa era meno di un millesimo di quella inglese e il 3% di quella francese. La rete ferroviaria italiana era di circa 2.000 km (di cui il 40% in Piemonte e il 30% in Lombardia): corrispondeva al 16% della rete britannica e al 25% di quella francese.
Il nord ed il sud avevano anche avuto lunghe storie sociali divergenti. Nell'Italia centrale e soprattutto in quella settentrionale nel corso dei secoli si era sviluppato un ricco patrimonio civico, costituito da associazioni locali di diversa finalità, importanti e lunghe esperienze di autogoverno locale, organizzazioni cooperative e simili. Nel meridione erano invece prevalse per secoli forme autoritarie di governo centralizzato, e spesso dominazioni estere, che avevano lasciato poco spazio alla crescita di forme di vita civica locale. Queste due storie avevano prodotte differenze culturali e sociali fondamentali: il capitale sociale, cioè l'insieme di norme, organizzazioni, relazioni e valori che soggiaciono al funzionamento di una società, erano diversi. In questa diversità sono state viste le radici sociali delle diverse traiettorie regionali di sviluppo politico ed economico.

Durante i primi dieci anni il Regno fu politicamente molto fragile, preso tra conflitti per completare l’unificazione (la terza guerra d'indipendenza, a cui seguì l’annessione del Veneto nel 1866,  e quindi l'annessione dello Stato Pontificio nel 1870), un consenso sociale limitato e l’opposizione della Chiesa. Come in molti altri paesi europei, il potere era controllato da un élite ristretta (grandi proprietari terrieri e élite urbane), seppure ispirata dagli ideali illuministi. Solo l'1,9% della popolazione aveva diritto di voto per eleggere la Camera, mentre il re nominava i senatori. La politica dei primi decenni unitari si orientò a consolidare l'unità nazionale e creare le basi di uno stato moderno, tramite riforme della pubblica amministrazione e delle finanze pubbliche e massicci investimenti nelle infrastrutture dei trasporti. Un esercito numeroso rimaneva il metodo di controllo del malcontento sociale, specie nel meridione.

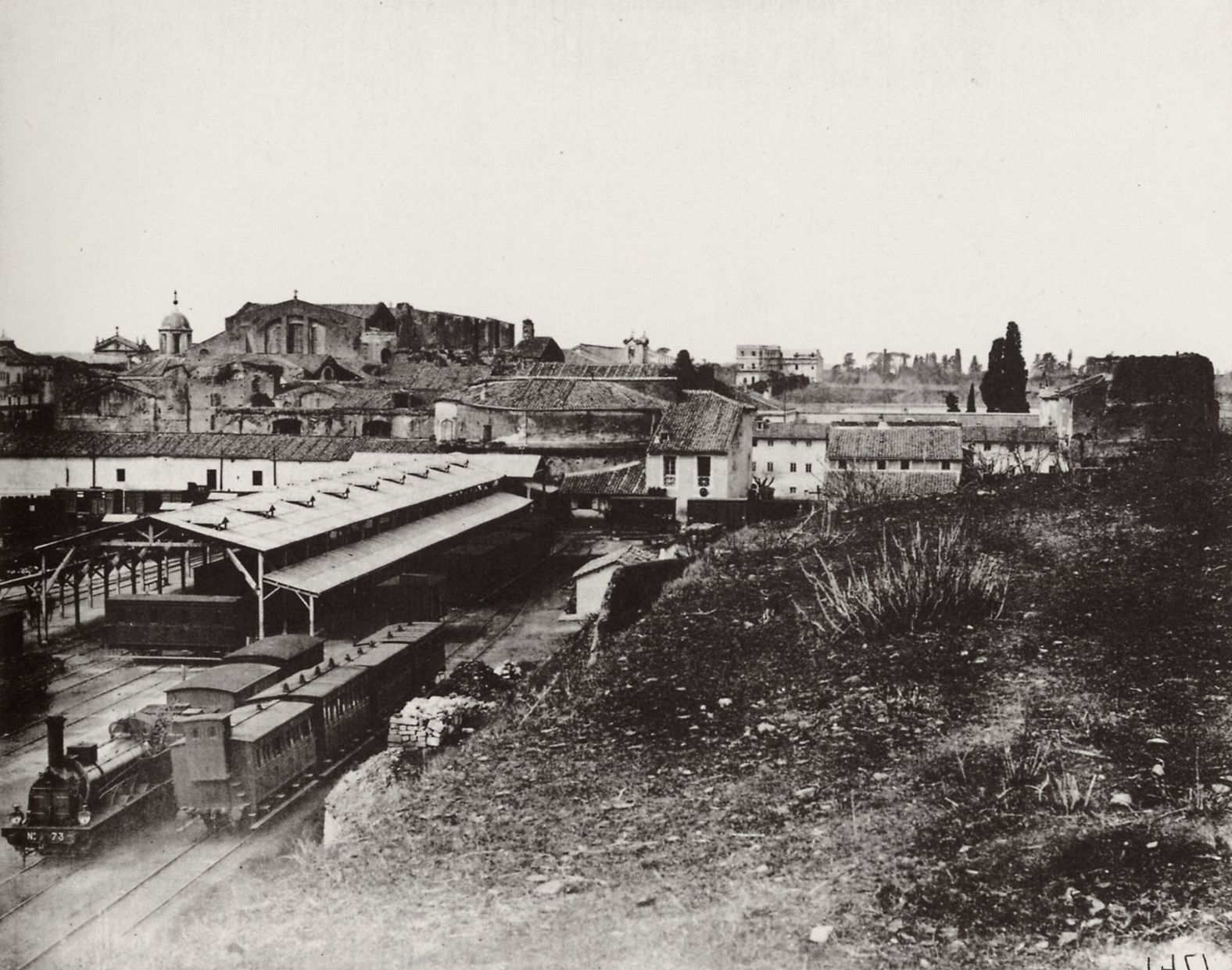
Stazione ferroviaria di Roma, 1865.
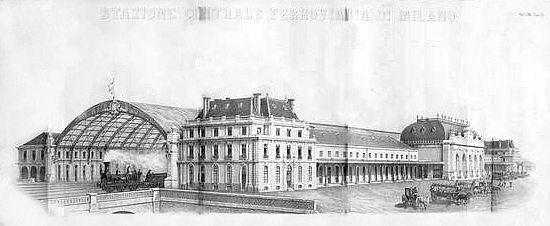
Stazione di Milano Centrale (1864)
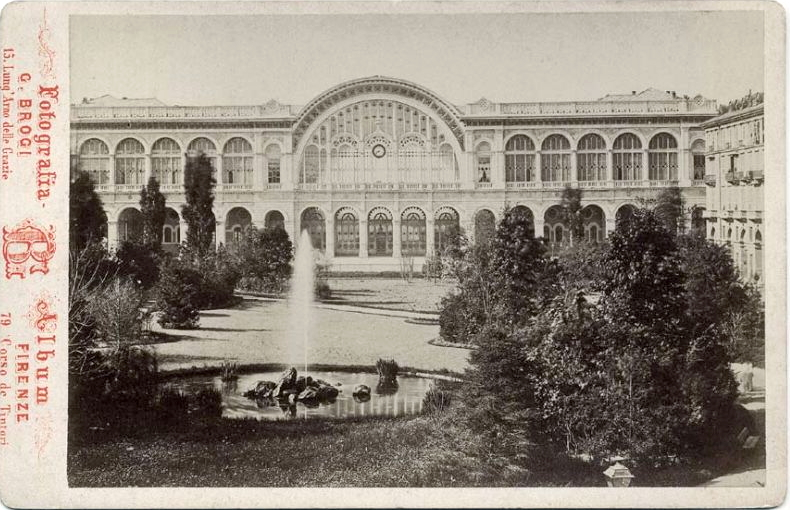
Stazione di Torino Porta Nuova (costruita tra il 1861-1868)
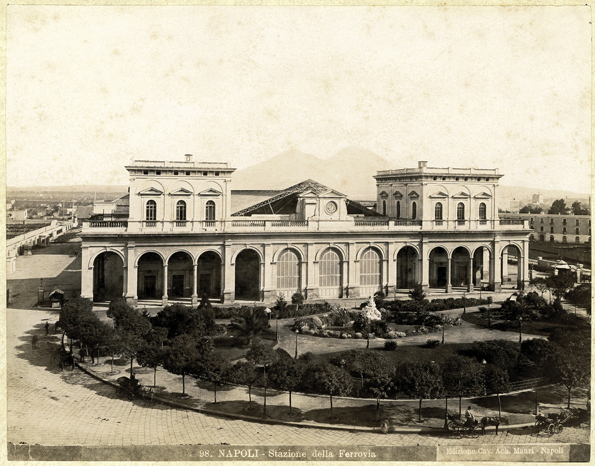
Stazione di Napoli Centrale circa 1869 (aperta al traffico nel 1867).

### Età liberale (1861-1921)
L'unificazione creò fattori o opportunità potenzialmente utili alla crescita economica: unificazione e liberalizzazione del mercato interno (le economie degli stati italiani pre-unitari erano mediamente abbastanza chiuse o rivolte al commercio con le rispettive potenze straniere dominanti), un mercato di dimensioni demografiche considerevoli; il superamento di monarchie assolute e l'avvio di un sistema costituzionale più capace di rappresentare interessi allargati; l'unificazione delle politiche ed istituzioni economiche; e l'estensione di riforme piemontesi avviate dagli anni 1850 verso la liberalizzazione commerciale e investimenti infrastrutturali e nell'istruzione pubblica.

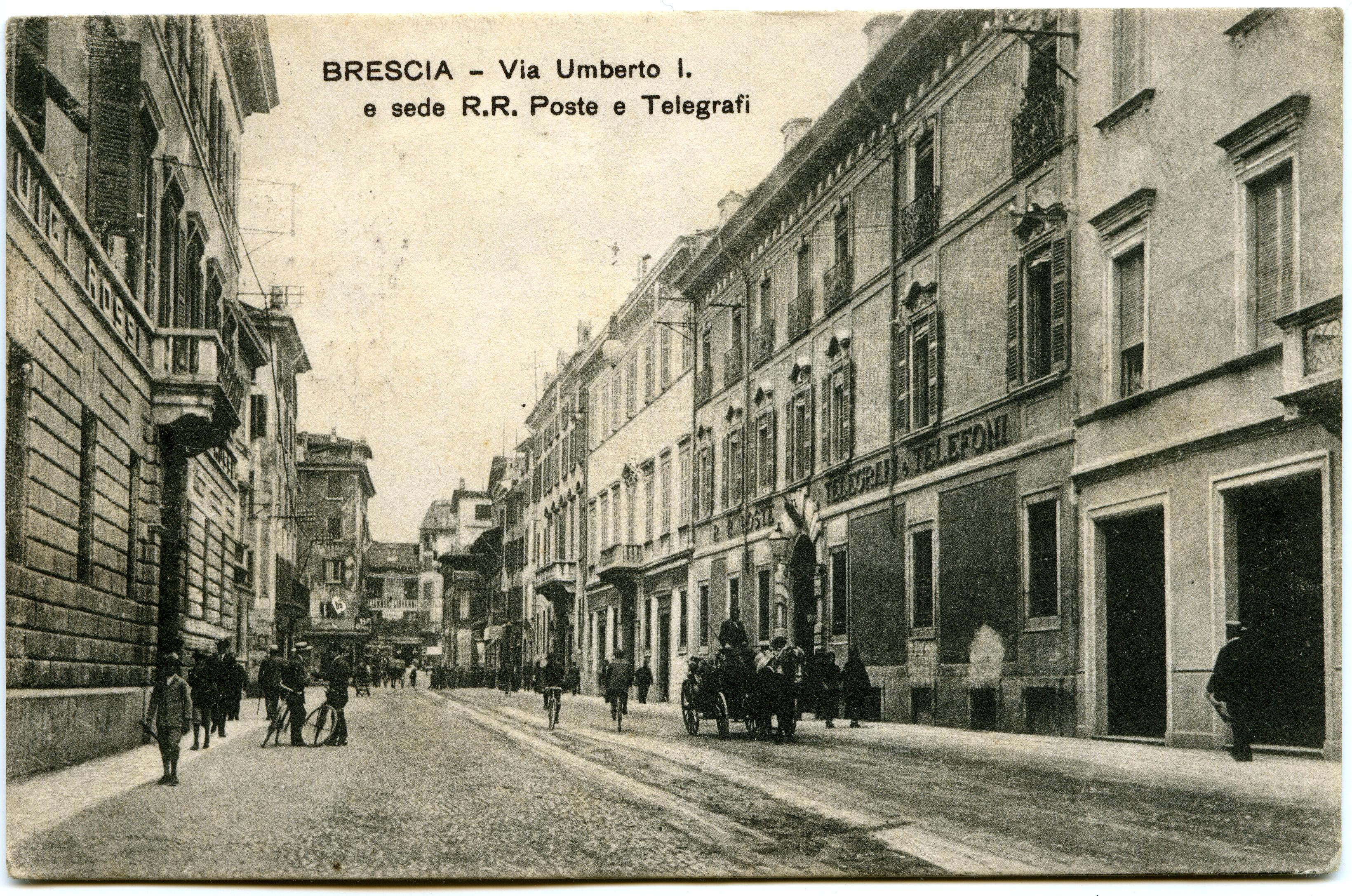
Ufficio Poste e Telegrafi di Brescia, 1917. In Europa, a partire dagli anni 1840, lo sviluppo delle reti telegrafiche fu impetuoso, con grandi impatti economici e sociali. L'Italia unita ereditò sette distinte reti dagli stati preunitari, due delle quali (Stato Pontificio e Regno delle due Sicilie) molto arretrate. L'unificazione ed estensione della rete nazionale procedettero molto rapidamente durante gli anni 1860.

Ciononostante, durante i primi trent'anni del Regno lo sviluppo economico e sociale fu piuttosto limitato. Inizialmente il paese non tenne il passo con la seconda rivoluzione industriale che fiorì dagli anni 1870 fino alla prima guerra mondiale in Europa settentrionale e in America del Nord, grazie alla crescente meccanizzazione industriale, allo sviluppo dei trasporti, a un graduale abbattimento dei dazi commerciali e alla stabilità dei cambi sostenuta dal sistema aureo. Queste condizioni favorivano i flussi internazionali di prodotti, capitali, lavoratori e tecnologie. L'espansione industriale italiana ebbe due limitate fasi espansive (1861-66 e 1877-87) e fu poi decisamente più sostenuta durante il periodo 1899-1913 (l'Età Giolittiana).
Il ritardo trentennale di crescita (relativo a quella di altri paesi europei) è imputabile alle debolezze sociali di partenza e alla necessità di ovviarle, cosa che richiese tempo: il basso livello medio di istruzione; la diversità di istituzioni politiche ed economiche (sistemi e culture legali, valori, attitudini, prassi) ereditate dalla storia; le difficoltà di trasporti dovute alla geografia; la scarsità di materie prime richieste per l'industrializzazione; e deboli finanze pubbliche. Il debito nazionale non era eccessivo, ma i creditori esteri chiedevano elevati tassi di interesse al nuovo paese, che doveva ancora acquisire fiducia.

#### Anni della destra storica (1861-1875)
La destra storica dominò i primi quindici anni dell'Italia unita. Le sue politiche economiche si concentrarono sullo sviluppo delle infrastrutture nazionali; la liberalizzazione del commercio; ed il risanamento del bilancio caratterizzato da un elevatissimo debito pubblico - pari a 2470 milioni nel 1861 e raddoppiato nel 1865 - con un disavanzo pari al 47% tra il 1861 e il 1864 con una punta al 60% nel 1866 (subito dopo la Terza guerra d'indipendenza, costata 800 milioni di lire). 
La severa tassazione dei consumi inasprì le condizioni di vita della popolazione più povera, e produsse scontri sociali.

##### Risanamento del bilancio

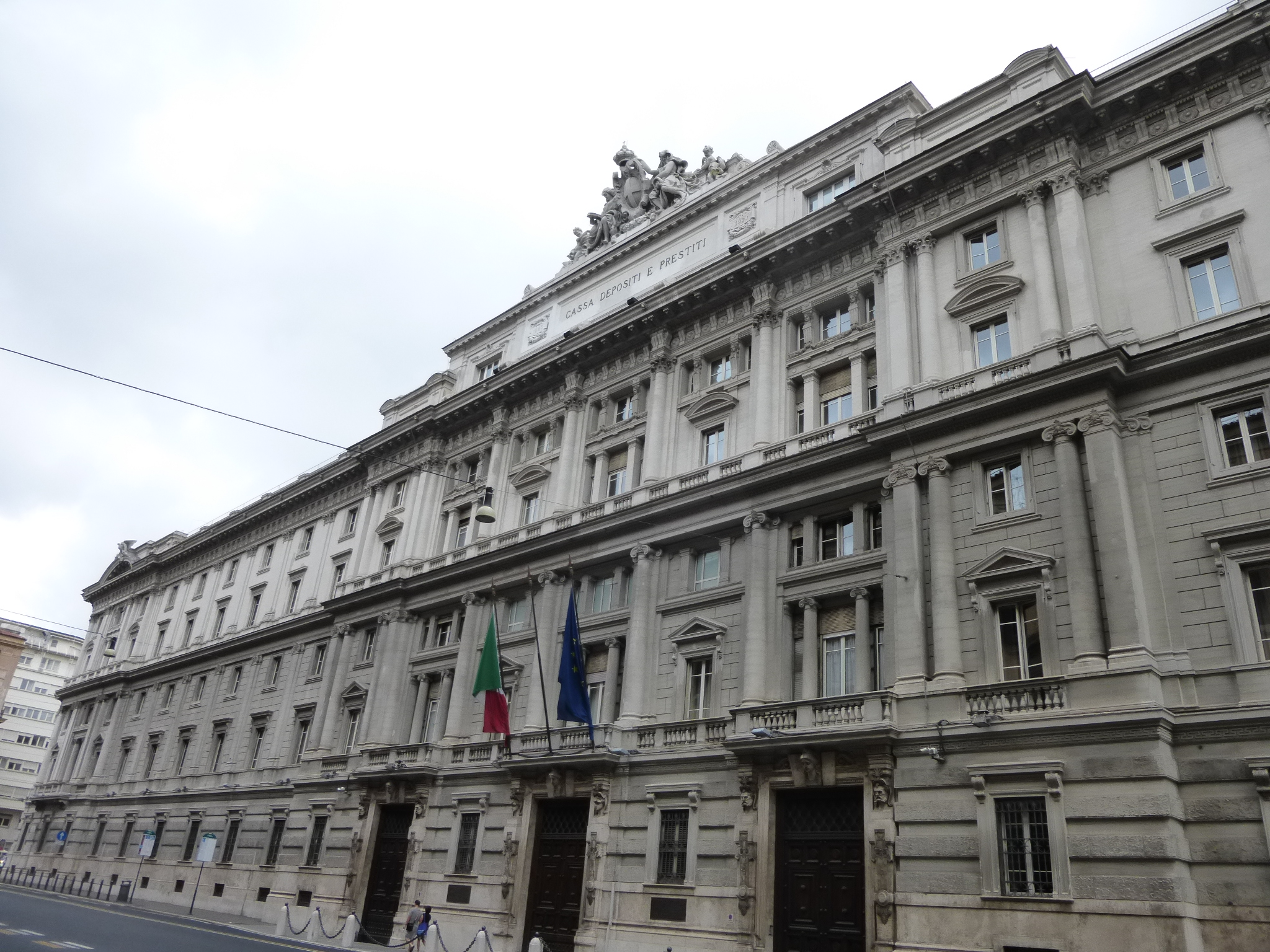
La sede centrale della Cassa Depositi e Prestiti in Via Goito, Roma, vicino al Ministero del Tesoro in via XX Settembre, inaugurata nel 1910.

Le politiche fiscali della Destra furono espansive (cioè aumentarono la spesa pubblica), per finanziare le opere pubbliche. Per sostenere la spesa senza alimentare il debito pubblico (che era stato consolidato a livello nazionale subito dopo l'unificazione), si aumentarono le tasse, al punto che il gettito complessivo aumentò da 480 milioni a 600 milioni tra il 1861 e il 1866.
Vennero tassati i consumi (imposte indirette) piuttosto che la ricchezza (imposte dirette), poiché la ricchezza era costituita all'epoca principalmente dalla terra: la condizione arretrata del catasto, specie al meridione, e l'opposizione dei latifondisti alla sua modernizzazione, ne preclusero una effettiva tassazione. Furono tassati il lotto e prodotti di base come sali, tabacchi, polveri e chinino. Nel 1868 fu introdotta la tassa sul macinato che scatenò diffuse proteste popolari. Queste politiche portarono al pareggio di bilancio nel 1870. Esse produssero anche un trasferimento di ricchezze dai ceti popolari a quelli più benestanti e ai detentori di titoli del debito pubblico italiano.
Nel 1863 fu fondata la Cassa depositi e prestiti, responsabile del finanziamento degli enti locali e delle loro infrastrutture pubbliche. Essa impiegò dodici anni per ottenere adeguati finanziamenti, tramite la gestione delle casse di risparmio postali.
Sin dall'unificazione, il governo estese a tutto il territorio nazionale l'obbligo di scolarità primaria per entrambi i sessi, tramite la legge Casati; tuttavia, l'istruzione pubblica rimase finanziata dalle autorità locali, con esiti fortemente diversi da regione a regione.

##### Sviluppo delle infrastrutture

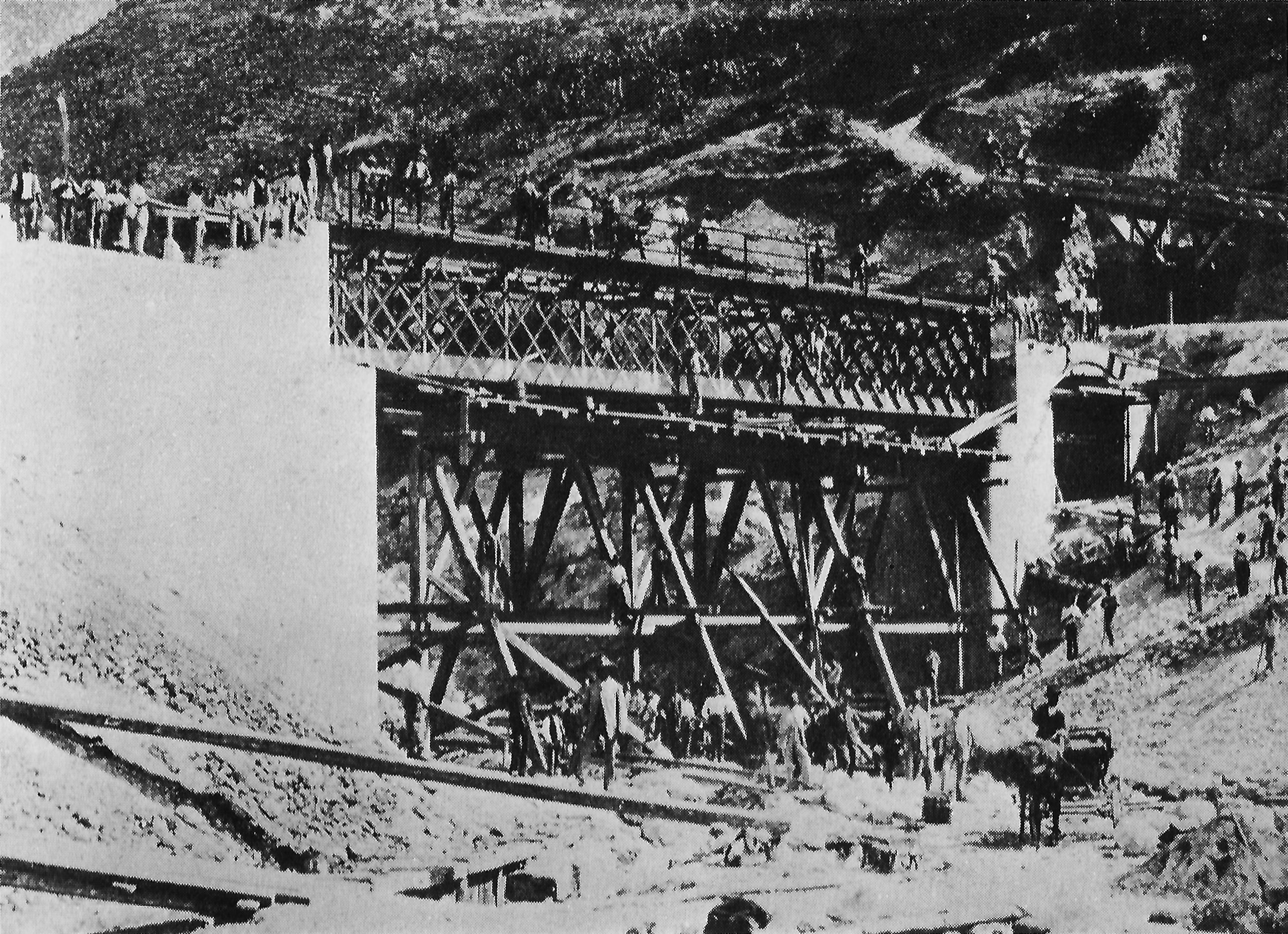
Costruzione di un ponte della ferrovia Terni-Rieti-L'Aquila (1882).

Lo sviluppo della rete ferroviaria era considerato all'epoca uno strumento essenziale per lo sviluppo nazionale, al fine di favorire l'integrazione delle attività economiche ed il commercio. Nei primi venti anni dopo l'unificazione vennero costruite rapidamente tutte le direttrici principali della rete nazionale, sia nella penisola sia nelle isole.
Gli storici dibattono sugli effetti economici immediati di questi investimenti. Alcuni hanno sottolineato il loro ruolo nell'unificazione nazionale, mentre altri hanno evidenziato gli effetti limitati sul commercio interno, a causa della ridotta integrazione del mercato nazionale, e sull'indotto industriale, a causa della limitatissima dimensione delle industrie metalmeccaniche, che richiesero massicce importazioni per sviluppare la rete ferroviaria.

##### Politiche commerciali
Gli anni '60 dell'Ottocento videro in Europa radicali liberalizzazioni degli scambi commerciali internazionali tramite l'abbattimento dei dazi. I governi della Destra Storica seguirono queste politiche di libero scambio sia per motivi ideologici sia per perseguire l'integrazione economica dell'Italia nel commercio internazionale. Queste politiche furono molto aggressive: in assenza di una politica di sviluppo industriale, la liberalizzazione commerciale sfavorì lo sviluppo di capacità produttive nazionali tramite un'adeguata protezione commerciale. Favorì invece il commercio di prodotti agricoli, beneficiando i grandi proprietari terrieri che dominavano il settore.
Un effetto protezionistico indiretto si produsse quando nel 1866 il governo sospese la convertibilità della lira in oro (il cosiddetto corso forzoso), per permettere politiche fiscali espansive necessarie a finanziare la terza guerra d'indipendenza. Questo permise di stampare moneta oltre la parità delle riserve auree. L'effetto indiretto fu una forte spinta inflazionistica, seguita dalla svalutazione della lira, che aiutò le imprese italiane esportatrici. Nonostante gli effetti economici indiretti positivi, questa politica fu oggetto di forti contestazioni pubbliche.

#### Anni della Sinistra storica (1876-1898)

##### Crisi economica di fine secolo
Tra il 1873 e il 1895 l'Europa fu colpita da una pesante crisi economica causata da complessi cambiamenti globali, tra cui il progresso nei trasporti. Siccome il costo dei trasporti transoceanici era fortemente diminuito, il grano dagli Stati Uniti d'America arrivava sul mercato italiano a prezzi molto competitivi rispetto alla produzione nazionale. L'effetto di questa ondata di prima globalizzazione in Italia, come in altri paesi, fu la stagnazione economica e crescenti conflitti sociali. Circa un quarto della popolazione riceveva la carità, in una forma o l'altra.

##### Riforme economiche e sociali

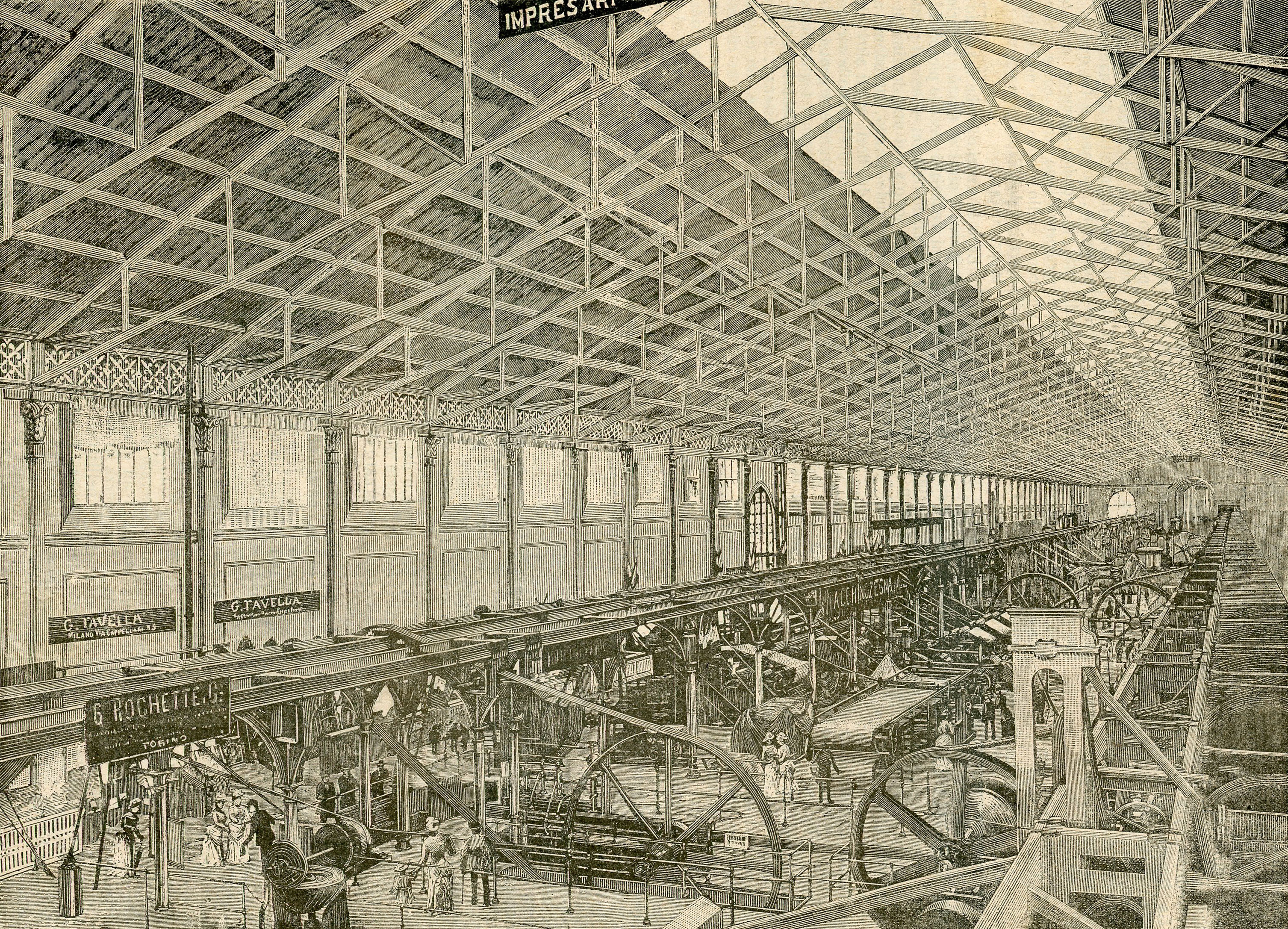
Galleria del lavoro alla Esposizione generale italiana del 1884.

La Sinistra storica dominò la politica dal 1876 al 1898. Essa rifletteva una base politica relativamente più ampia di quella della Destra. Ne condivideva l'ideologia liberale, ma la interpretava in maniera più pragmatica. Era similmente influenzata dai gruppi sociali che dominavano l’epoca, ovvero gli agrari (al sud come al nord) e i nascenti gruppi industriali al nord. Per reagire alla crisi economica, i governi che si succedettero nel periodo introdussero misure di protezionismo commerciale per difendere gli interessi dei settori economici prevalenti (agricoltura e siderurgia). Tra il 1877-1878 introdussero rapidamente tariffe doganali per il grano e poi per i prodotti tessili e siderurgici. Abolirono l'impopolare tassa sul macinato e in generale perseguirono una politica di sgravi fiscali e di sviluppo industriale. Introdussero anche riforme politiche generali e sociali volte a favorire una maggiore inclusione sociale. Nel 1882 una riforma elettorale allargò il bacino degli elettori al 6.9% della popolazione. Venne introdotto un limitato decentramento amministrativo e si avviarono importanti riforme sociali, a partire dall'istruzione pubblica, fino alle prime politiche di sicurezza sociale.

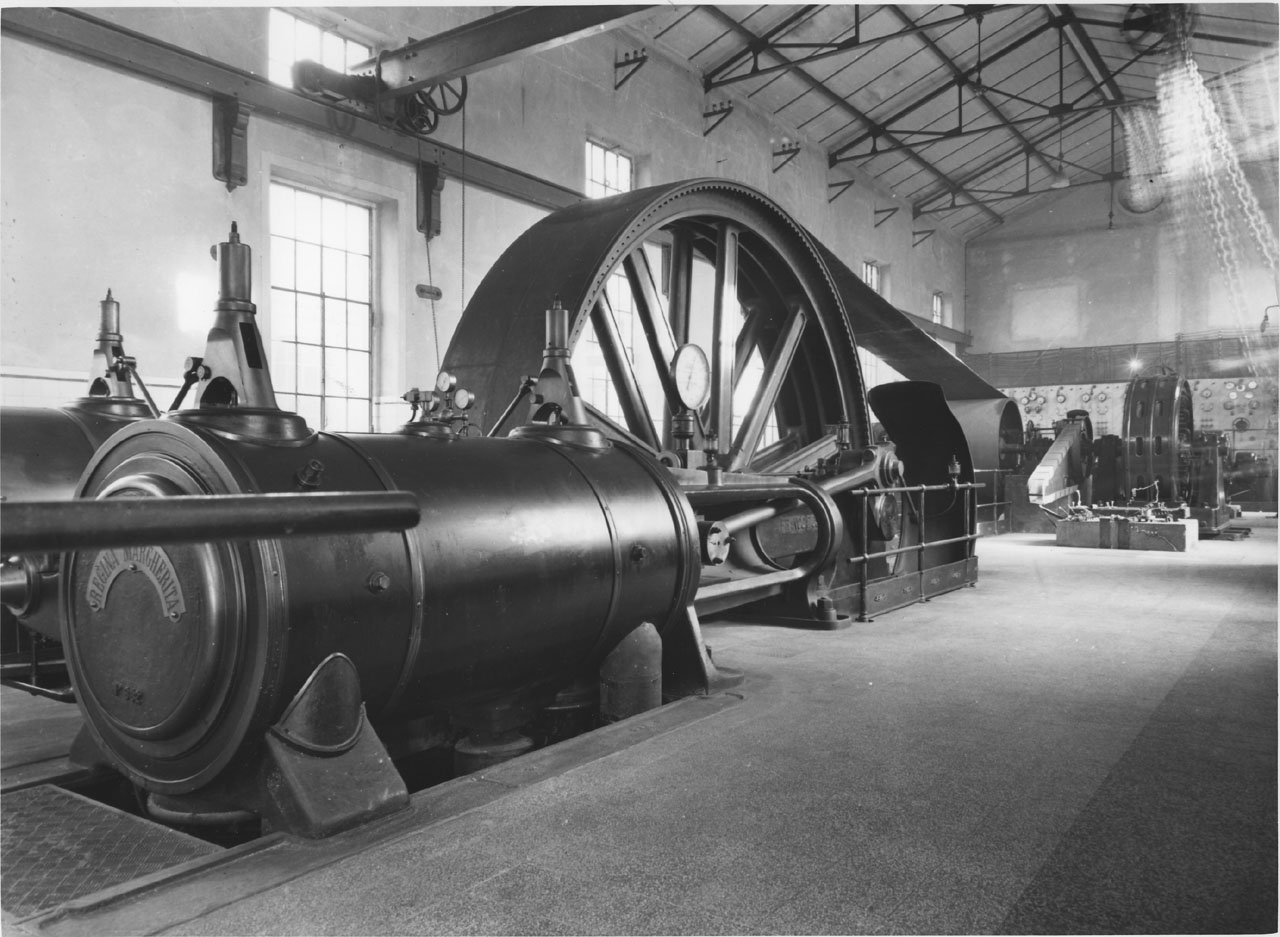
Centrale termoelettrica Regina Margherita, Milano. Inaugurata nel 1895 per alimentare il setificio della Società Egidio e Pio Gavazzi di Desio, dove continuò a funzionare fino al 1954.

Le politiche commerciali protezioniste furono ispirate più dalla protezione di interessi economici esistenti, che da una visione di sviluppo economico. Infatti, settori industriali nascenti (come la chimica) non furono protetti. Le norme tariffarie venivano ispirate in maniera clientelare in sede parlamentare. Di maggiore valore strategico per lo sviluppo industriale furono invece politiche di investimenti pubblici nelle bonifiche e nelle infrastrutture.
Nel 1883 la lira rientrò nel sistema aureo, favorendo l'afflusso di investimenti stranieri e il credito alle imprese. Si creò una bolla speculativa nel settore immobiliare, aiutata anche dal sistema bancario arretrato e prono alla corruzione. La scoppio della bolla alla fine del decennio 1880 causò il collasso del sistema finanziario, culminato nello scandalo della Banca Romana, uno dei sei istituti di credito allora ancora autorizzati a stampare moneta.
Nel 1894 il sistema bancario fu riformato con la costituzione della Banca d'Italia, che liquidò la Banca Romana e assorbì tre dei sei istituti di emissione, assumendo il controllo del Banco di Napoli e del Banco di Sicilia. Il sistema bancario si sviluppò ulteriormente con la costituzione della Banca Commerciale Italiana (1894) e del Credito Italiano (1895), destinate a giocare un ruolo importante nel nascente sviluppo industriale ed imprenditoriale.
La fragilità italiana del periodo fu sottolineata dalla sconfitta nella guerra di Abissinia, e dalla svolta politica reazionaria del governo Crispi, che culminò nella repressione dei moti di Milano.
Nonostante durante il primo trentennio unitario (1861-1891) l'Italia non tenne il passo con la crescita delle maggiori economie occidentali, le condizioni sociali migliorarono significativamente, specie per gli strati più deboli. Il tasso di povertà assoluta passò dal 44 al 35%; la speranza di vita da 29 a 38 anni; e il tasso di mortalità infantile da 223 a 189 per mille. Le condizioni sociali generali beneficiarono degli investimenti in servizi e infrastrutture di igiene pubblica e del miglioramento dei consumi.

#### Età giolittiana (1899-1914)

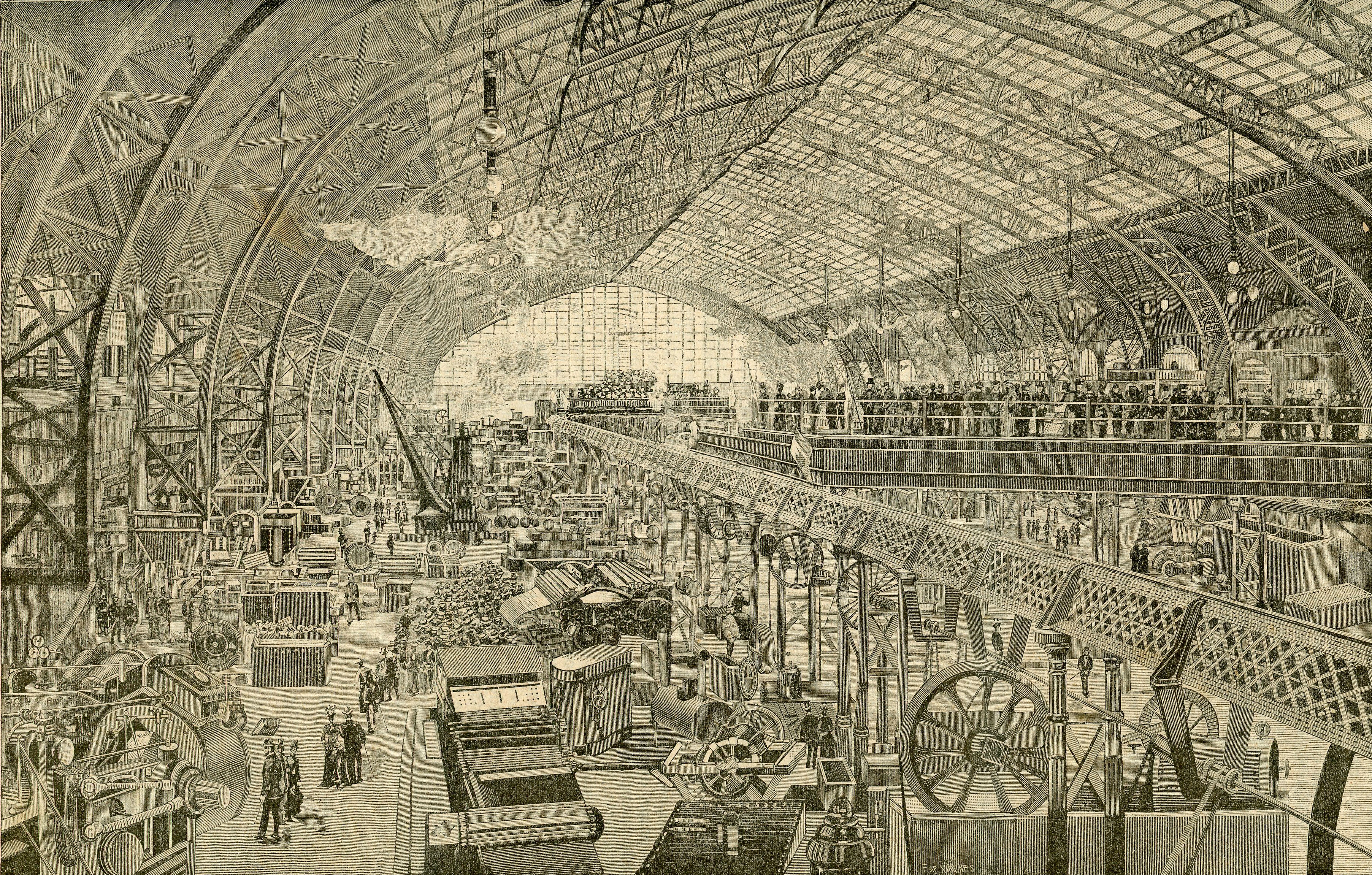
La galleria delle macchine alla Esposizione universale di Parigi del 1889.

Tra la fine del secolo e la prima guerra mondale l'economia italiana sperimentò finalmente una crescita sostenuta. In realtà, ci fu un'ondata di crescita globale: la rapida diffusione dei navigli a vapore e delle ferrovie, del telegrafo e del telefono, l'apertura del canale di Suez, e la stabilità dei cambi valutari internazionali basati sul sistema aureo favorirono la crescita dei flussi internazionali di commerci, investimenti e persone (emigrazioni). Questa fase rappresentò una prima globalizzazione.
L'Italia ne poté trarre vantaggio grazie ad una prudente amministrazione fiscale, consolidata nell'epoca precedente, e alle rimesse di milioni di emigrati: esse consentirono di equilibrare la bilancia dei pagamenti, mentre crescevano fortemente le importazioni di materie prime (di cui il paese è povero) e di macchinari. Le rimesse degli emigrati bilanciarono i flussi valutari e consentirono di evitare una svalutazione della lira.

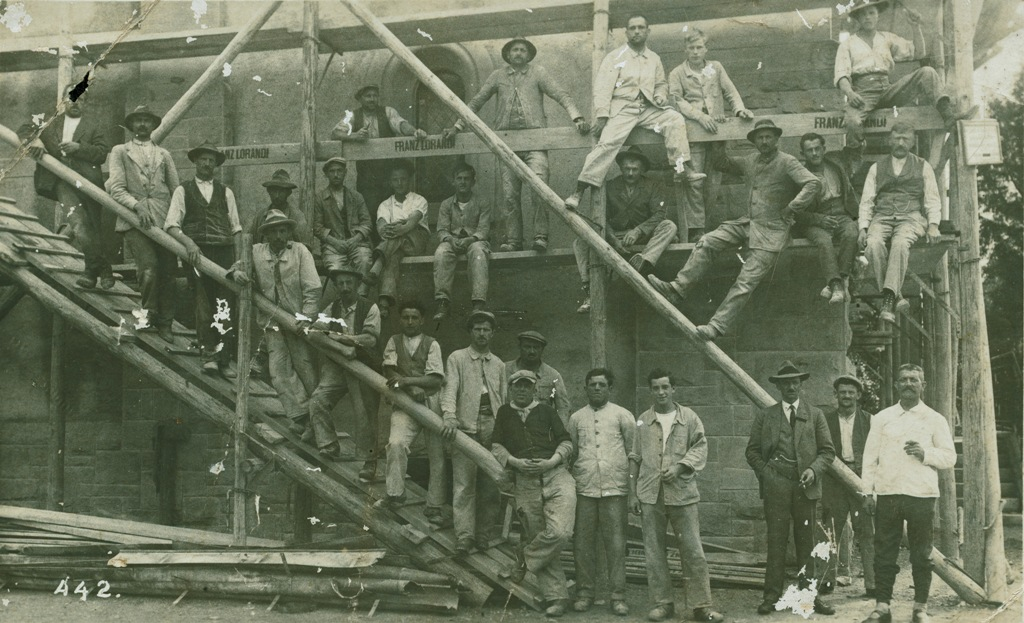
Muratori italiani emigrati in Svizzera, primi del 1900. Mentre il triangolo industriale cresceva, e l'economia del Lazio era sostenuta dal pubblico impiego, molte regioni dell'Italia meridionale e centrale rimasero prevalentemente agricole. Negli anni 1900-1910 il flusso emigratorio tradizionale divenne fortissimo: circa 600.000 italiani emigravano ogni anno, contribuendo all'impoverimento delle zone di origine, nonostante le rimesse.

Le politiche economiche rimasero di stampo liberale, ma si accentuò l’interventismo statale: furono nazionalizzate le ferrovie (1905) e le assicurazioni sulla vita (1912).  L'industria settentrionale cominciò a crescere e la produzione e le esportazioni a differenziarsi. Il PIL crebbe ad una velocità più che doppia rispetto ai decenni precedenti. I salari reali crebbero ad una velocità maggiore del PIL e s’accentuò la crescita dei settori industriali e dei servizi mentre diminuì il peso relativo dell’agricoltura.
Le maggiori risorse pubbliche e l'evoluzione sociale e politica generale stimolarono politiche più partecipative e di inclusione sociale. Venne limitato il diffuso lavoro minorile (1902), e innalzato a 12 anni di età l'obbligo scolastico. Il governo promosse le prime riforme che fondarono lo stato sociale italiano. Nacquero le prime organizzazioni nazionali delle parti sociali: la Confederazione generale del lavoro (1906) e la Confederazione nazionale dell'industria (1910). Dopo inadeguati investimenti nell'istruzione pubblica affidata agli enti locali, eventualmente lo Stato si fece carico dell'istruzione primaria. Nel 1912 fu introdotto il suffragio universale maschile che portò il corpo elettorale al 23% della popolazione.
Il divario tra nord e sud del paese cominciò ad essere percepito e dibattuto nei termini della cosiddetta questione meridionale. Il governo avviò le prime politiche di coesione territoriale per lo sviluppo economico del meridione: tra le altre, investimenti in infrastrutture e bonifiche agrarie, la cui efficacia fu tuttavia limitata dal perdurante clientelismo e dalla gestione burocratica; e la costituzione della prima industria moderna meridionale con lo stabilimento siderurgico di Bagnoli.
La crescita economica ed il rafforzamento nazionale generale furono anche il contesto di rinnovate spinte imperialistiche italiane, culminate nella guerra contro l'impero ottomano per la conquista della Libia.

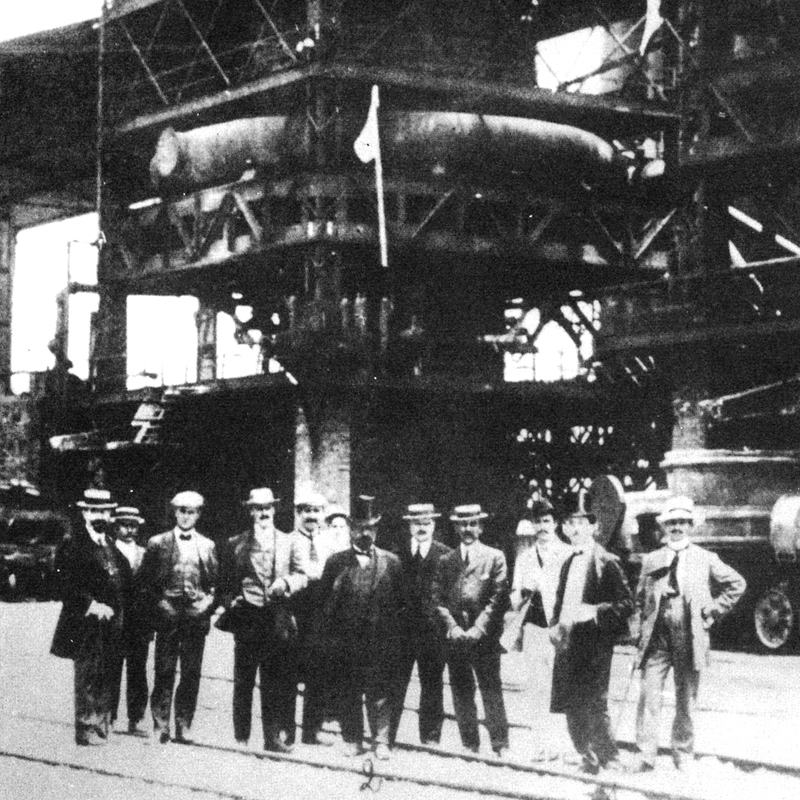
Inaugurazione del polo siderurgico di Bagnoli, 1910.

##### Sviluppo industriale
Durante l’età giolittiana si avviò un primo reale decollo industriale italiano. Fu concentrato nel triangolo industriale, ma raggiunse anche il Veneto, l'Emilia-Romagna, la Toscana, e l'Umbria. L’imprenditorialità cresceva e c'era anche il sostegno di politiche di protezione commerciale, aiuti statali in alcuni settori (siderurgia e cantieri navali), crescita del credito bancario, commesse pubbliche e investimenti stranieri (specie nei trasporti e servizi pubblici urbani). In molti settori prevalevano piccole imprese e c'era scarsa innovazione tecnologica: le tecnologie venivano spesso importate, veicolate da investimenti stranieri. In questo periodo, tuttavia, furono fondate imprese che diventeranno successivamente protagoniste dello sviluppo capitalistico italiano. Il settore industriale di punta era il tessile; cominciarono a crescere anche il settore elettrico e quello dell’acciaio. Crebbero settori innovativi, come la meccanica e la chimica, anche se nel periodo rimasero di dimensioni relativamente limitate.
La produzione italiana di seta ammontava ad un terzo di quella mondiale: la lavorazione era però prevalentemente fatta in altri paesi. Il settore della lana si sviluppò soprattutto nelle zone rurali attorno a Schio-Valdagno, Biella e Prato. Le imprese di spicco che si affermarono in questo periodo furono i lanifici Rossi (che negli anni 1870 divenne la più grande impresa industriale italiana), Marzotto e Sella. Il settore del cotone sperimentò un boom, spinto per lo più da piccole imprese, ma anche da alcune di dimensioni importanti, come il cotonificio Cantoni.

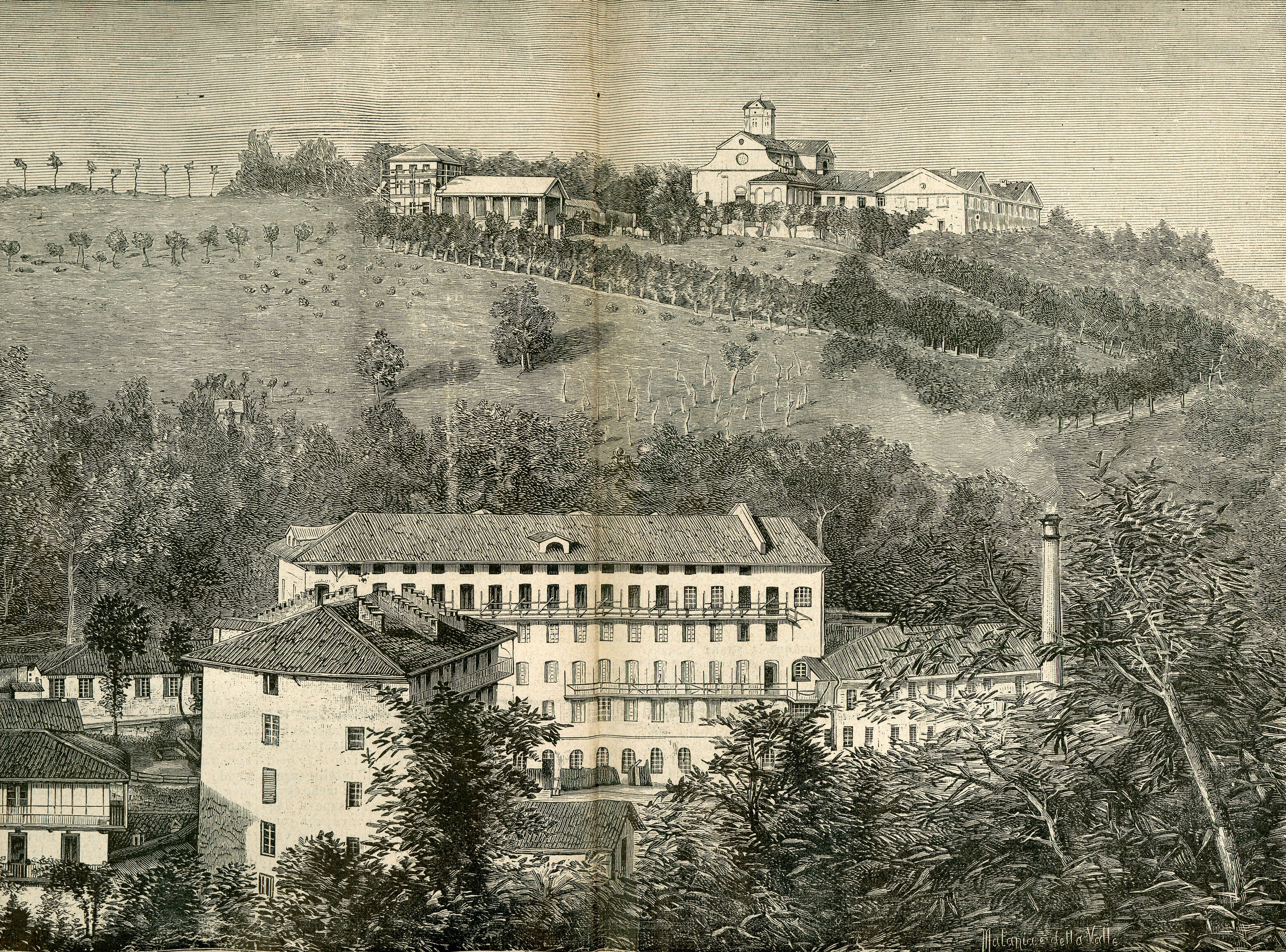
Veduta dell'opificio Sella a Biella (1884).

Lo sviluppo dell'industria elettrica, sostenuto da efficaci riforme, formazione, linee di credito e sviluppo tecnologico, fu uno dei principali fattori della crescita industriale. L’industriale Giuseppe Colombo fondò la prima centrale elettrica dell'Europa continentale a Milano (1883) e poi la società Edison (1884). La produzione di energia elettrica aumentò di duecento volte tra il 1890 e la prima guerra mondiale, grazie alla rapida costruzione di impianti idroelettrici: l'Italia prima della guerra mondale divenne tra i maggiori produttori di elettricità in Europa.
La nascente industria siderurgica era limitata dalla mancanza di depositi ferrosi nella penisola. Un investimento pubblico fondò la prima acciaieria moderna a Terni (1884). Si sviluppò quindi l’acciaieria Falck (1906). La crescita della produzione di energia e delle acciaierie alimentò lo sviluppo della meccanica pesante: Ansaldo (1852) e Breda (1886) divennero le maggiori imprese del settore.
La produzione automobilistica italiana fu tra le prime in Europa. Inizialmente si trattava di piccole imprese, che poi si consolidarono. Tra di esse, alcune destinate a essere protagoniste nazionali ed internazionali: Bianchi (1885), FIAT (1899), Isotta Fraschini (1900), Lancia (1906), ALFA (1910). Tra gli altri settori innovativi, si avviarono anche le prime produzioni elettromeccaniche, tra cui turbine (Franco Tosi, Riva-Calzoni), ottiche (Officine Galileo, Filotecnica-Salmoiraghi) e la produzione di macchine da scrivere della Olivetti (1908) di Ivrea. L’ingegnere Giovanni Battista Pirelli fondò l'omonima società del settore della gomma. Nel 1910 fu fondata la Montecatini.
La crescita dell'industria, dell'imprenditorialità e del capitalismo italiani sono segnalati dalla crescita delle società quotate in borsa: passarono da 23 nel 1895 a 147 nel 1910 (un livello che sarebbe stato successivamente raggiunto di nuovo solo nel 1985).

#### Conflitto mondiale e ripresa post-bellica (1915-1921)

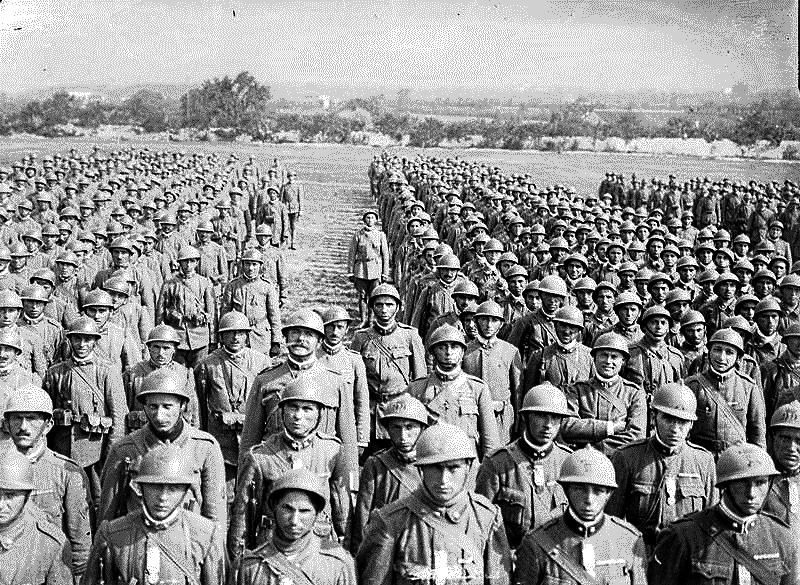
Militari italiani durante la prima guerra mondiale. Allo scoppio della guerra l'Italia aveva circa 38 milioni di abitanti. Il conflitto produsse 650.000 vittime dirette o indirette, oltre un milione di feriti, molti dei quali invalidati, e 600.000 prigionieri. La spagnola poi uccise 390.000 persone tra il 1918 e il 1920.

L'ingresso in guerra dell'Italia fu sostenuto da buona parte del mondo industriale e finanziario (che si attendeva vantaggi economici), nonché dalla diffusione di sentimenti nazionalistici nella popolazione e di prese di posizione politiche interventiste. La decisione venne sostenuta anche dall'onda del riarmamento e della crescita dell'influenza dell'apparato militare che ebbe corso in Italia, come in generale in Europa, durante gli anni precedenti il conflitto.
Il conflitto mondiale costò all’Italia immense perdite in vite umane (accentuate dall'influenza spagnola). L’economia nazionale uscì dal periodo bellico con minori danni rispetto ad altri paesi europei, sebbene fortemente indebitata, con una massiccia iperinflazione e una valuta indebolita. La guerra indusse profonde trasformazioni economiche e sociali: alcuni settori industriali crebbero (metallurgia, meccanica e chimica), altri si contrassero; crebbero il ruolo e le attese di interi settori sociali (le donne, gli operai, gli ex-militari smobilizzati) e delle forze politiche di sinistra e sindacali.
ll forte indebitamento non permise di sostenere immediatamente la riconversione dell'industria bellica. Il crescente disagio sociale sfociò nel cosiddetto biennio rosso (1919-1920). La classe politica liberale fu stretta tra le forti tensioni sociali, e i nascenti nazionalismo (e poi fascismo) e movimento socialista. I governi del dopoguerra (soprattutto i governi Nitti I e II, e il governo Giolitti V) seppero avviare importanti riforme: aumentarono la tassazione (che non era cresciuta durante il conflitto) con una patrimoniale, tasse sui profitti di guerra e carichi fiscali più trasparenti sui titoli pubblici. Avviarono anche importanti riforme verso una previdenza sociale più inclusiva. Già a partire dal 1921-1922 le riforme consentirono un rapido risanamento dei conti pubblici ed una ripresa del valore dei salari reali degli operai, che superarono quelli prebellici. Rimasero invece molto depressi i salari degli impiegati pubblici e i rendimenti fondiari e dei titoli pubblici. Pur tra forti tensioni sociali, l'Italia sembrava potenzialmente avviata verso una ripresa economica e uno sviluppo sociale più inclusivo.

### Epoca fascista (1922-1943)
Inizialmente il governo fascista si mosse in linea con le politiche economiche liberali precedenti. Il ministro delle finanze de' Stefani persegui il risanamento del bilancio, razionalizzando le imposte e licenziando dipendenti pubblici e, tra il 1924 e il 1926, grazie anche alla positiva congiuntura internazionale, il bilancio fu in pareggio. 
Tuttavia, come evidenziò Giacomo Matteotti, la riduzione del deficit e la fine delle spese eccezionali di guerra non ebbero alcun effetto sull'ammontare del debito pubblico.

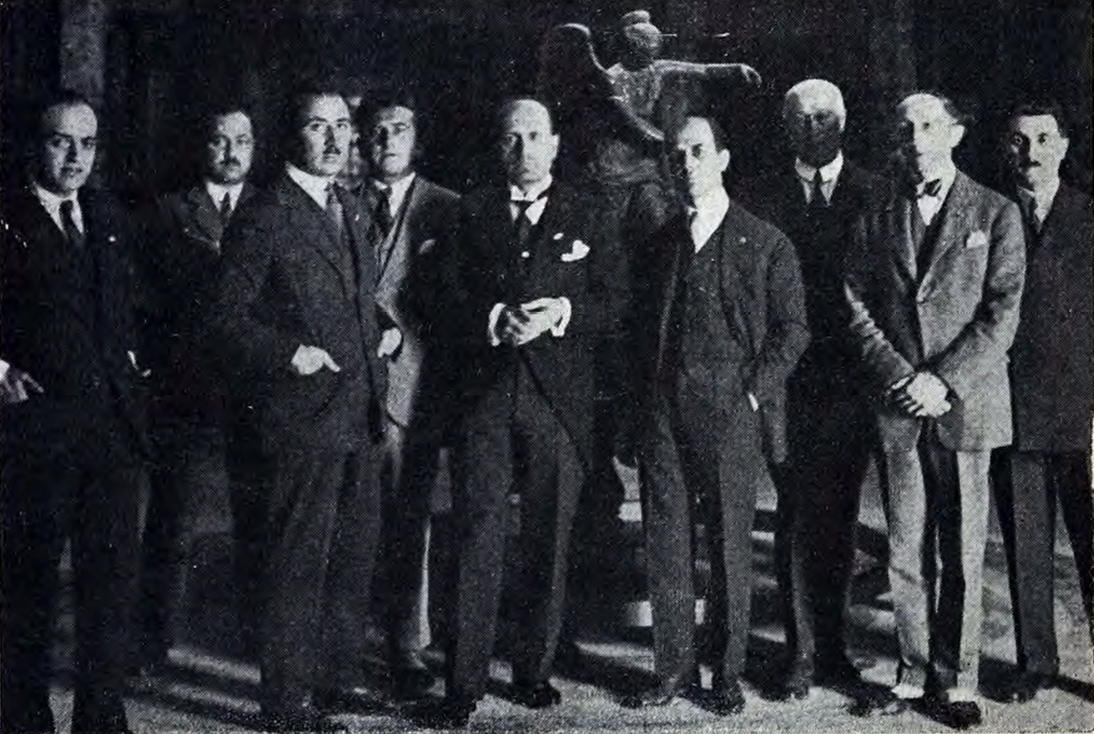
Benito Mussolini coi dirigenti delle Confederazione delle corporazioni fasciste e della Confederazione dell'Industria dopo la firma del patto di Palazzo Vidoni(2 ottobre 1925). L'accordo (che fece seguito a protratta violenza antisindacale) sancì la perdita del diritto di sciopero; i lavoratori potevano essere rappresentati solo dai sindacati fascisti.

Dal 1925, assieme alla svolta politica dittatoriale, cambiò anche la politica economica in un senso marcatamente protezionista. Giuseppe Volpi divenne ministro delle finanze e, in tale ruolo e con il pieno assenso di Mussolini, favorì la nascita e il consolidamento di conglomerati e cartelli produttivi grazie alla concessione di sussidi pubblici. 
Furono fortemente aumentati i dazi sul grano, zucchero, seta e altri prodotti di uso comune e il governo decise il rientro della lira nel sistema dei pagamenti internazionali ad un tasso fortemente rivalutato: questa operazione, cosiddetta quota 90, favorì i settori economici più avanzati (le industrie metallurgiche, meccaniche e chimiche, dipendenti dalla importazione di energia, capitali e tecnologie) e sfavorì i settori esportatori tradizionali (tessile e alimentare), oltreché il turismo. Produsse dunque un riorientamento delle produzioni italiane, assieme a una grave deflazione e recessione.
L'anno successivo il governo ne mitigò l’impatto negativo sulle imprese esportatrici tagliando i salari e calmierando i prezzi a prezzo, però, di pesantissime conseguenze sociali: nel 1926 la giornata lavorativa di 8 ore veniva formalmente abbandonata, le retribuzioni dei dipendenti pubblici furono tagliate del 12% e, tra il 1926 e il 1934, le paghe reali dei lavoratori agricoli furono decurtate del 50%-70%. I rimedi e gli istituti proposti alla povertà furono poco più che palliativi in quanto tra le trecento e quattrocentomila persone vivevano ancora in condizioni di estremo disagio abitativo mentre la spesa sociale assorbiva una quota del reddito nazionale inferiore rispetto ai principali Paesi europei.
Nel 1929 l’Italia venne travolta dalle conseguenze della crisi di Wall Street durante la quale il numero di disoccupati aumentò ad un milione di unità tra il 1932 e il 1935 mentre le condizioni sociali nelle campagne peggiorarono al punto da creare un esodo dalle campagne verso le città. Nel 1930, tuttavia, allo scopo di limitare il fenomeno migratorio interno, venne emanata una legge che vietava ai lavoratori la possibilità di lasciare la propria residenza senza il permesso del prefetto: l'iniziativa favorì particolarmente i proprietari terrieri, i quali poterono avvantaggiarsi di molta più manodopera a minor costo ma danneggiò le imprese e aggravò sensibilmente il sovrappopolamento delle campagne, tanto più che fu abbandonata la proposta avanzata nel 1921 di frazionare i maggiori latifondi. 
In assenza di robusti sistemi internazionali di gestione dei flussi monetari e commerciali, la crisi spinse tutti i paesi verso il protezionismo commerciale ed il nazionalismo economico (che spesso difendeva ristretti gruppi interni di interessi economici). La reazione del governo italiano fu simile a quella di altri governi occidentali: salvataggi finanziari e industriali e protezionismo commerciale. La caratteristica italiana fu la misura dell’intervento statale, che fu molto esteso ed efficace, salvò il sistema finanziario, evitandone il collasso, e portò gran parte dell’economia in mano allo Stato. Il protezionismo, avviato con l'innalzamento dei dazi, anche sotto la spinta delle sanzioni internazionali, si trasformò successivamente nella politica di autarchia.

#### Riorientamento del modello economico

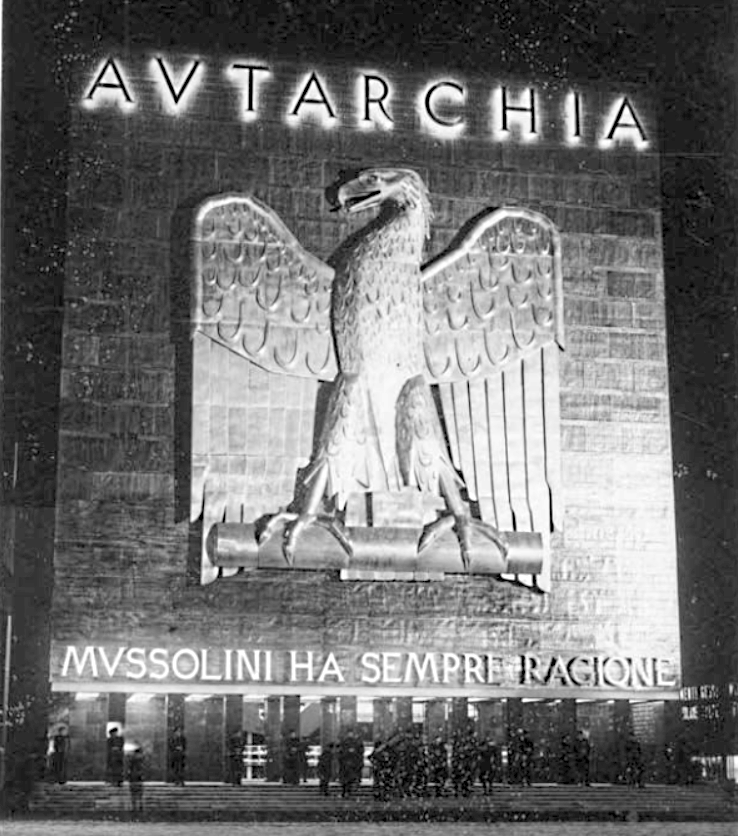
Ingresso della Mostra Autarchica del Minerale Italiano al Circo Massimo, Roma, 1938.

Dai primi anni 1930, le misure prese per mitigare la recessione allontanarono il modello economico italiano da quello liberale (basato su libero commercio e imprenditoria privata): lo Stato acquisì un crescente ruolo nell’economia. Nel contempo, il fascismo intese sviluppare un nuovo modello sociale, tendente a superare l'antagonismo crescente tra le forze economiche e i modelli offerti dal liberalismo e dal socialismo. Il modello di stato corporativo intendeva creare una nuova ricomposizione tra gli interessi delle imprese e quelli dei lavoratori, mediata dalle istituzioni corporative, e finalizzata ad obiettivi di crescita e potenza nazionali. Questa cosiddetta terza via alimentò un esteso dibattito teorico, ma le realizzazioni pratiche furono di esiti modesti, burocratici e non poterono evitare alla fine la prevalenza degli interessi economici dominanti.
I maggiori gruppi industriali italiani divennero molto influenti sull’azione di governo: poco dopo il 1930 sorse un cartello monopolistico dell'acciaio (che comportò, a sua volta, la sopravvivenza di gravi fenomeni di inefficienza e scarsa produttività) e si crearono oligopoli incentrati sull'Edison per il settore elettrico, la Montecatini in quello chimico, la Snia Viscosa in quello delle fibre artificiali, la Pirelli nella gomma e, infine, la Fiat nelle automobili (quasi i quattro quinti dell'intera produzione nazionale). 
Dal 1935, l’orientamento interventista nell’economia si accentuò ulteriormente, prima indotto dalla guerra in Etiopia, e poi dal conflitto in Spagna e quindi dalla preparazione del conflitto in Europa.
La recessione del 1929 indebolì le banche miste, che dopo la guerra avevano assunto importanti partecipazioni azionarie nelle imprese in difficoltà. Il governo attuò politiche di sostegno finanziario che evitarono una crisi finanziaria. Il ruolo statale superò l'intervento di emergenza quando nel 1933 fu costituito l’Istituto per la Ricostruzione Industriale: esso acquisì il controllo della Banca Commerciale, del Banco di Roma e del Credito Italiano, e quindi delle loro partecipazioni industriali. L’IRI si ritrovò a controllare, direttamente o indirettamente, il 42% delle società per azioni italiane, tra cui gran parte dei settori siderurgico, telecomunicazioni, meccanica; e fette cospicue della chimica e del tessile. Concepito inizialmente come ente temporaneo per il risanamento, l'IRI divenne permanente quando ci si rese conto che il capitale disponibile sul mercato italiano non avrebbe consentito di riprivatizzare le imprese partecipate.
Una riforma del sistema bancario (1936) separò eventualmente banche e imprese, credito a breve termine e credito a lungo termine,e mise fine al modello di banca mista che aveva sorretto lo sviluppo economico fino ad allora. L'Istituto Mobiliare Italiano (IMI, fondato nel 1931) era destinato al finanziamento dell'industria. La riforma rafforzò la vigilanza sul sistema bancario.

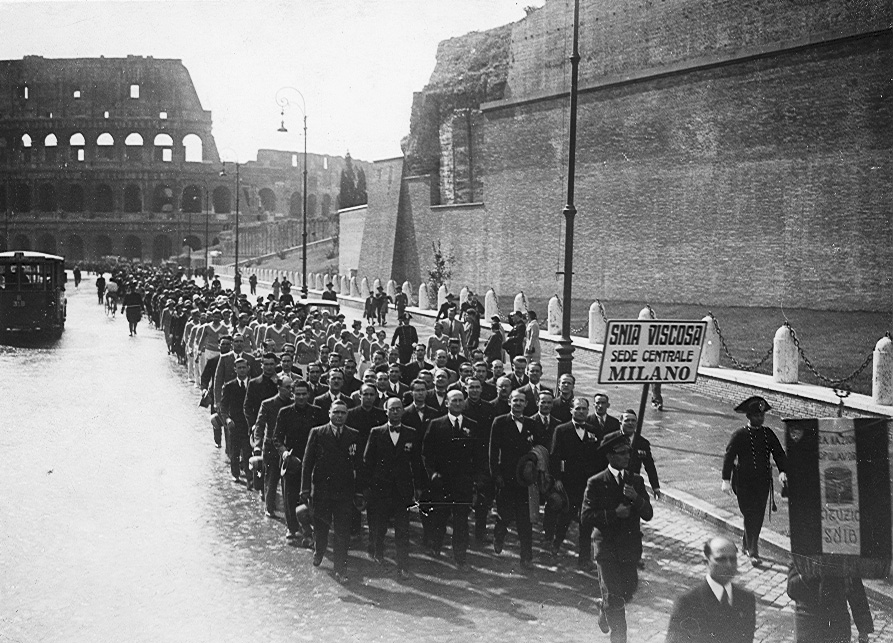
Operai della Snia-Viscosa sfilano a Roma in una manifestazione dell'Opera Nazionale del Dopolavoro (1932). La politica di autarchia stimolò la produzione delle poche materie prime disponibili, tra cui le fibre di cellulosa. La Snia-Viscosa ne divenne uno dei maggiori produttori mondiali, rendendo l'Italia il primo esportatore al mondo di fibre artificiali da cellulosa.

Per proteggere le grandi imprese private colpite dalla recessione, il governo incentivò fusioni, acquisizione e la formazione di consorzi obbligatori, ovvero cartelli, a cui dovevano aderire le imprese di ciascun settore. Queste politiche produssero una maggiore concentrazione industriale e una marcata diminuzione della concorrenza e dell’innovazione.
La difesa dell'elevato tasso di cambio della lira (sul quale la propaganda proiettava motivi di prestigio) costò grandi risorse finanziarie e alti tassi di interesse. Nel 1936 il governo abbandonò infine la parità aurea e svalutò la lira.
Tra le politiche agricole del fascismo, il governo lanciò la cosiddetta battaglia del grano, volta a diminuirne le importazioni che pesavano sulla bilancia commerciale, aumentando la produzione nazionale tramite incremento delle superfici coltivate e alti dazi sull'importazione. Questa politica (molto propagandata dal regime) aumentò la produzione di cereali, ma sfavorì le esportazioni agricole italiane tradizionali a più alto valore aggiunto. Tali misure, insieme alle politiche demografiche e di ruralizzazione, la scarsa efficacia delle riforme fondiarie per razionalizzare l’accesso alla terra, e al marginale effetto positivo delle estese bonifiche (intraprese soprattutto al nord), produssero un declino complessivo dell’agricoltura italiana, specialmente nel sud, mentre il prezzo stesso del grano rimase più alto rispetto agli Stati Uniti
Gli investimenti infrastrutturali si concentrarono sull’edilizia popolare e sulla rete autostradale, tra le prime in Europa. Nel 1928 fu fondata l'Azienda autonoma statale della strada.
Le politiche sociali favorirono l’estensione e il consolidamento del sistema del welfare nato in epoca liberale, e la crescita delle grandi organizzazioni pubbliche della previdenza: INFAIL, INA e soprattutto l’INFPS, che acquisì un ruolo economico molto importante oltre la previdenza. L’introduzione degli assegni familiari aiutò a sostenere i redditi, di fronte a un loro prolungato indebolimento a causa della pressione sui salari in molti settori.

#### Effetti economici

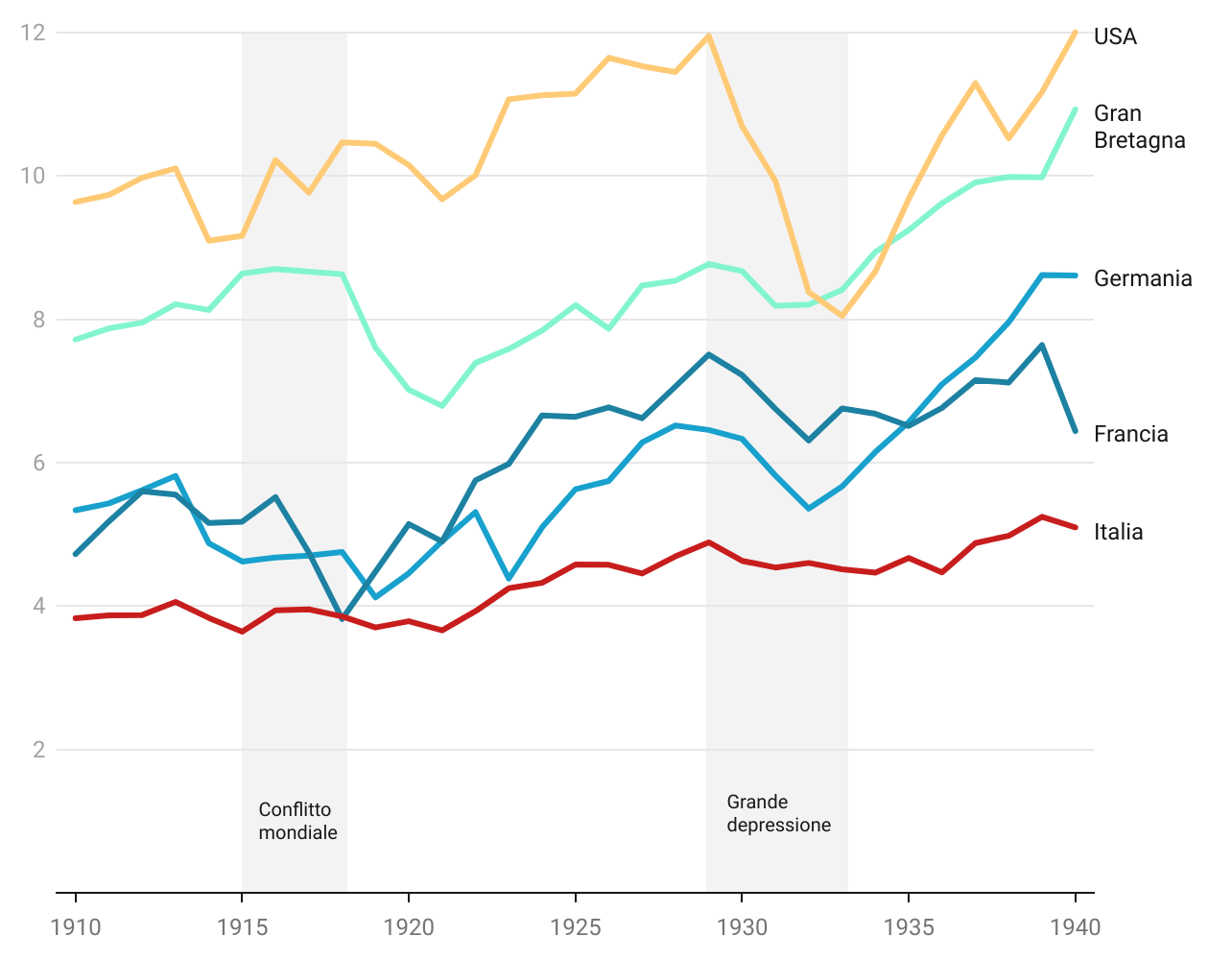
Confronto del PIL per abitante durante il periodo 1910-1940. Valori in migliaia di US$ (2011).

La crescita rimase molto bassa per tutti gli anni 1930 e molto inferiore a quella delle principali economie occidentali (il PIL crebbe in media dell1,4% all'anno tra il 1932 e il 1938). La causa risale alle scelte di politica economica: il dirigismo economico statale; gli errori di politica fiscale e monetaria prima, e l’autarchia poi (essa limitò la crescita dell'economia italiana, necessariamente e tradizionalmente trasformativa di risorse importate); l’appoggio ai cartelli industriali (che limitò la concorrenza interna); e le politiche demografiche e agricole (che sfavorirono lo sviluppo del meridione).
Le politiche industriali e monetarie diedero ulteriore impulso alla trasformazione dell'industria italiana, seguendo una tendenza iniziata in preparazione del primo conflitto mondiale e poi ripresa dopo il 1926. Ci fu una crescita delle imprese della siderurgia (Ansaldo, ILVA), meccanica avanzata (vecchie e nuone imprese, tra cui FIAT, Olivetti, Magneti Marelli, Isotta Fraschini, Ferrari, Maserati, Lamborghini, G.d), chimica (Montecatini, Acna, Schiapparelli) e del settore elettrico (Edison, SIP, Sade, Società meridionale di elettricità, La Centrale ) e degli idrocarburi (Agip, Azienda nazionale idrogenazione combustibili). Lo sviluppo industriale consolidò il ruolo centrale del triangolo industriale, ma cominciarono a diffondersi imprese industriali anche in altre regioni centro-settentrionali. Questa trasformazione industriale all'epoca soffrì di frammentazione e scarsa concorrenza, che impedirono innovazione e economie di scala. Tuttavia, insieme all'accresciuto ruolo statale, gettò le basi su cui si sviluppò l'economia del dopoguerra.
Le condizioni della popolazione seguirono un andamento analogo all'andamento generale dell'economia: il miglioramento delle condizioni di vita proseguì nel suo trend positivo di lungo periodo, che era iniziato alla fine del 1800, ma a velocità minore rispetto all'epoca precedente. I consumi privati si contrassero in termini reali durante gli anni 1930. Aumentarono la disuguaglianza di reddito e la differenza di benessere tra nord e sud.

## Repubblica Italiana

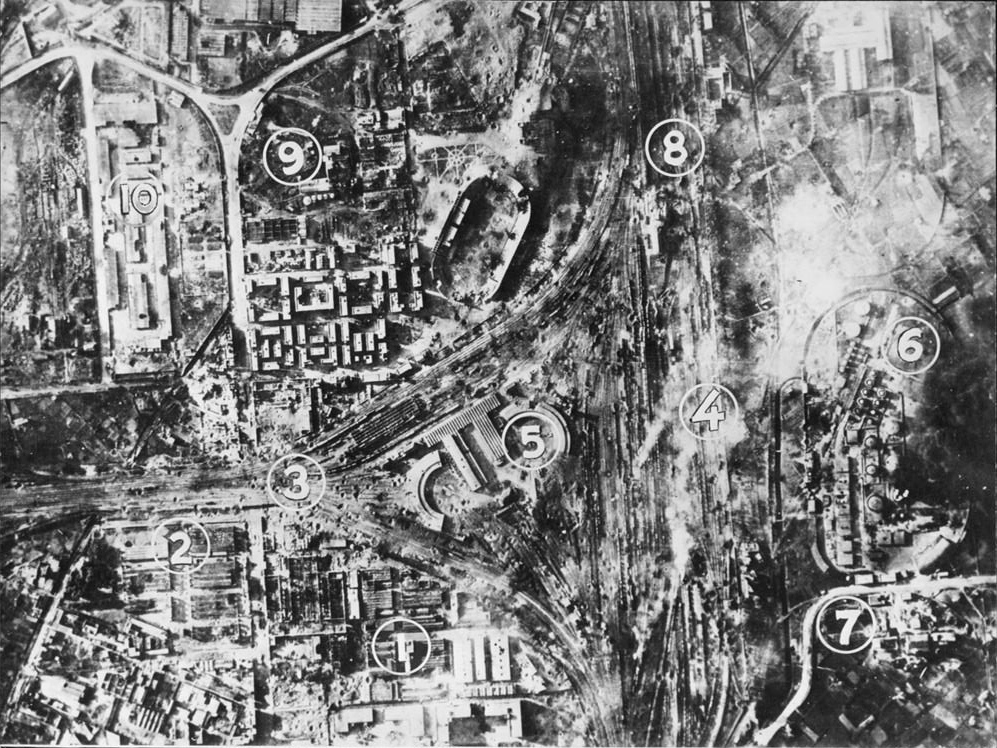
Distruzione delle infrastrutture portuali di Napoli prodotto dal bombardamento alleato nel 1941.

Il conflitto mondiale, al cui interno si sviluppò poi un conflitto civile costò all'Italia 445.000 vittime civili e militari, immense distruzioni di infrastrutture civili, e un dilaniamento politico e sociale. Le finanze pubbliche furono drenate dai pagamenti verso gli alleati al sud (con l'emissione di AM-lire) e verso la Germania al nord (da parte della Repubblica di Salò). L'inflazione esplose. Il reddito pro capite del 1945 era arretrato ai livelli di quarant'anni prima. Le perdite di capacità industriali furono invece limitate e la capacità produttiva della meccanica aumentò del 50%.

### Dalla ricostruzione al miracolo italiano (1945-1965)
La ricostruzione fu molto rapida. Non si trattò di ricostruire solo le infrastrutture e capacità produttive, ma anche le istituzioni (regole, prassi), le relazioni tra le parti sociali, e le relazioni internazionali. Durante i primi quattro anni post-bellici, il PIL crebbe in media alla vertiginosa velocità del 15,8% annuo. Una politica finanziaria ben modulata (cosiddetta linea Einaudi), culminata in una stretta del credito nel 1947, consenti di ridurre rapidamente l’inflazione e il debito pubblico rispetto al PIL.
Successivamente e fino alla metà degli anni 1960 la crescita rimase molto sostenuta. Questo consentì all’Italia di recuperare il ritardo storico rispetto alle economie più avanzate. Inoltre la crescita fu inclusiva, perche si ridussero le differenze di reddito nella popolazione e il divario regionale tra nord e sud.

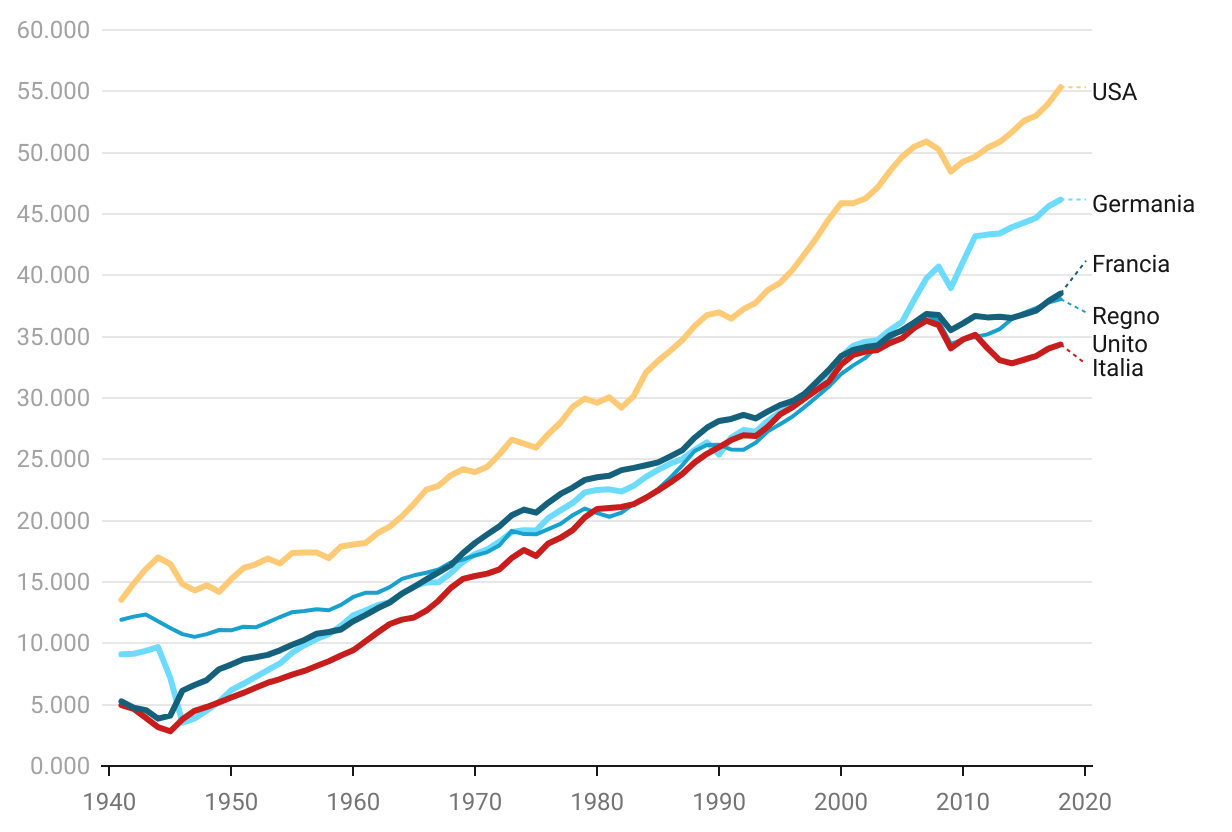
PIL per abitante 1941-2018 (valori in US$ 2019). Dal dopoguerra fino ai primi anni 1990 l'Italia ha colmato la differenza con le maggiori economie europee. Dalla metà degli anni 1990 la traiettoria economica ha cominciato a divergerne e la crescita italiana e entrata in difficolta.

#### Fattori della crescita

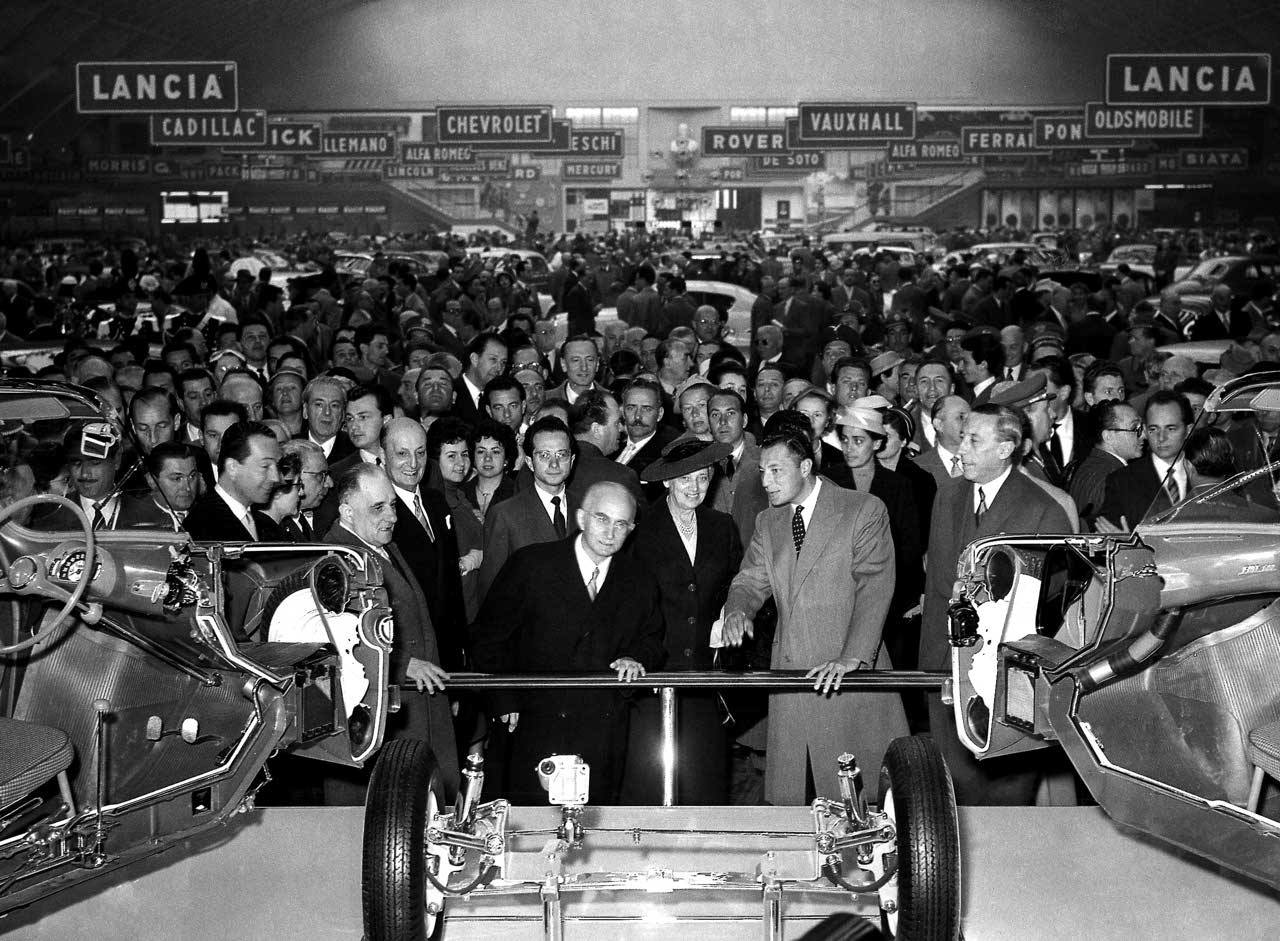
Il presidente della FIAT Gianni Agnelli mostra al Presidente della Repubblica Luigi Einaudi il nuovo modello della Fiat 600. Salone dell'automobile, Torino, 1955.

Questa traiettoria economica fortemente virtuosa è stata spiegata dagli economisti con la convergenza di molteplici fattori: politici, economici e sociali, sia nazionali che internazionali.
La classe politica, nonostante forti tensioni, riuscì a trovare intese di ampio respiro, dalla formulazione della Costituzione alla formazione di governi di coalizione; e fu capace di attuare politiche economiche che seppero cogliere il favorevole contesto storico. Le finanze pubbliche furono gestite efficacemente, mentre si limitò la mobilità internazionale dei capitali privati. Il sistema di imprese pubbliche e quello bancario ereditati dall’epoca precedente fornirono le basi della crescita di produttività e investimenti. La politica economica cambiò radicalmente rispetto a quella fascista. Quest'ultima era stata orientata al protezionismo commerciale e alla produzione nazionale per sostituire le importazioni (strategia poco idonea ad un paese povero di materie prime come l'Italia). L'Italia post-bellica orientò l'economia al commercio internazionale e alla trasformazione di prodotti importati. Così facendo, la politica economica seppe trarre vantaggio dal nuovo contesto globale, molto diverso da quello prebellico (che era stato dominato da nazionalismo, protezionismo, guerre tariffarie e valutarie). La rinascita della cooperazione internazionale e delle sue istituzioni portò stabilità nel sistema dei cambi, apertura nel commercio e un generale clima di maggiore collaborazione tra le economie occidentali.
Il piano di aiuti americani denominato European Recovery Program, noto più comunemente come piano Marshall, apportò dal 1948 al 1951 ingenti capitali sotto forma di beni in natura gratuiti, ammontanti per l’Italia al 2% del PIL. Sostenne principalmente le industrie meccaniche, chimiche ed energetiche, e consentì la diffusione di avanzati metodi di gestione e produzione, derivati dalle imprese americane. Un vantaggio forse più influente dell'apporto finanziario fu l'adesione all’Organizzazione per la cooperazione economica europea (OECE) da parte più dei paesi europei beneficiari del piano, tra cui l'Italia: l'organizzazione si occupava della coordinazione dei programmi e contribuì a costruire una collaborazione europea. Il piano inoltre sostenne la costituzione dell’Unione europea dei pagamenti che gettò le basi per un sistema multilaterale di conversione delle valute, prima inesistente.
L’Italia aderì al Fondo Monetario Internazionale, da cui ottenne crediti e nel 1951 fu uno dei paesi fondatori della Comunità europea del carbone e dell’acciaio, che avviò il lungo processo di integrazione europea. Solo cinque anni più tardi fu costituita un’unione doganale europea, il Mercato Comune Europeo o MEC. Le esportazioni italiane aumentarono a ritmi molto sostenuti, soprattutto dirette al mercato europeo, con cui l’Italia si legò sempre più.
Il miracolo economico fu l'età delle imprese pubbliche, che erano gestite con efficienza e il cui ruolo centrale era sostenuto sia dalle forze di governo sia da quelle di opposizione. Lo Stato perseguì massicci investimenti nelle infrastrutture produttive tramite le grandi aziende partecipate: acciaio (Finsider), telefonia (STET), autostrade (IRI), energia (Eni), televisione (RAI), chimica (Montecatini). Nel 1966 fu nazionalizzato il settore dell’energia elettrica e si costituì l’ENEL.
La produzione industriale italiana si diversificò enormemente, oltre i settori tradizionali come il tessile e la meccanica. Si svilupparono moltissimo le produzioni di beni di consumo (dai mezzi di trasporto agli apparecchi domestici). Si diffusero nuove tecnologie di produzione, per lo più imitando ed adattando tecnologie importate. Il rapido allargamento del mercato interno fece da volano alla produzione e alla crescita delle esportazioni, grazie ai prezzi contenuti e alla qualità del design. La forte domanda dei beni di consumo di massa fece crescere le piccole e medie imprese private. Per la prima volta, la produzione industriale si diffuse decisamente oltre il triangolo industriale. Il modello produttivo dominante era quello fordista di produzione integrata verticalmente nella stessa impresa.
La crescita industriale fu sostenuta dall'abbondanza di manodopera a basso costo, alimentata dall'abbandono dell'agricoltura e dalla migrazione interna. La disponibilità di manodopera contribuì a calmierare le richieste salariali. Subito dopo la guerra si ricostituirono associazioni sindacali, che si suddivisero secondo le linee ideologiche profondamente divergenti del tempo. La moderazione sindacale del periodo e i costi relativamente bassi della manodopera favorirono la crescita di investimenti industriali.
Vennero presi due provvedimenti molto influenti per il Mezzogiorno. Nel 1946 fu fondato lo SVIMEZ, una organizzazione dedicata a guidare lo sviluppo del meridione. Nel suo ambito, nel 1947 fu poi fondata la Cassa del Mezzogiorno, responsabile per investimenti in infrastrutture e industriali nel sud, specie nei settori ad alto fabbisogno di capitale (siderurgia, meccanica avanzata, chimica). Nel 1950 una riforma agraria terminò il sistema del latifondo, espropriando 700.000 ettari (di cui il 70% nel meridione) e avviando una profonda trasformazione del settore.
Una riforma fiscale nel 1951 (legge Vanoni) intese combattere la dilagante evasione fiscale e le iniquità tributarie: introdusse riforme importanti, sebbene non comprensive.

#### Cambiamenti economici e sociali

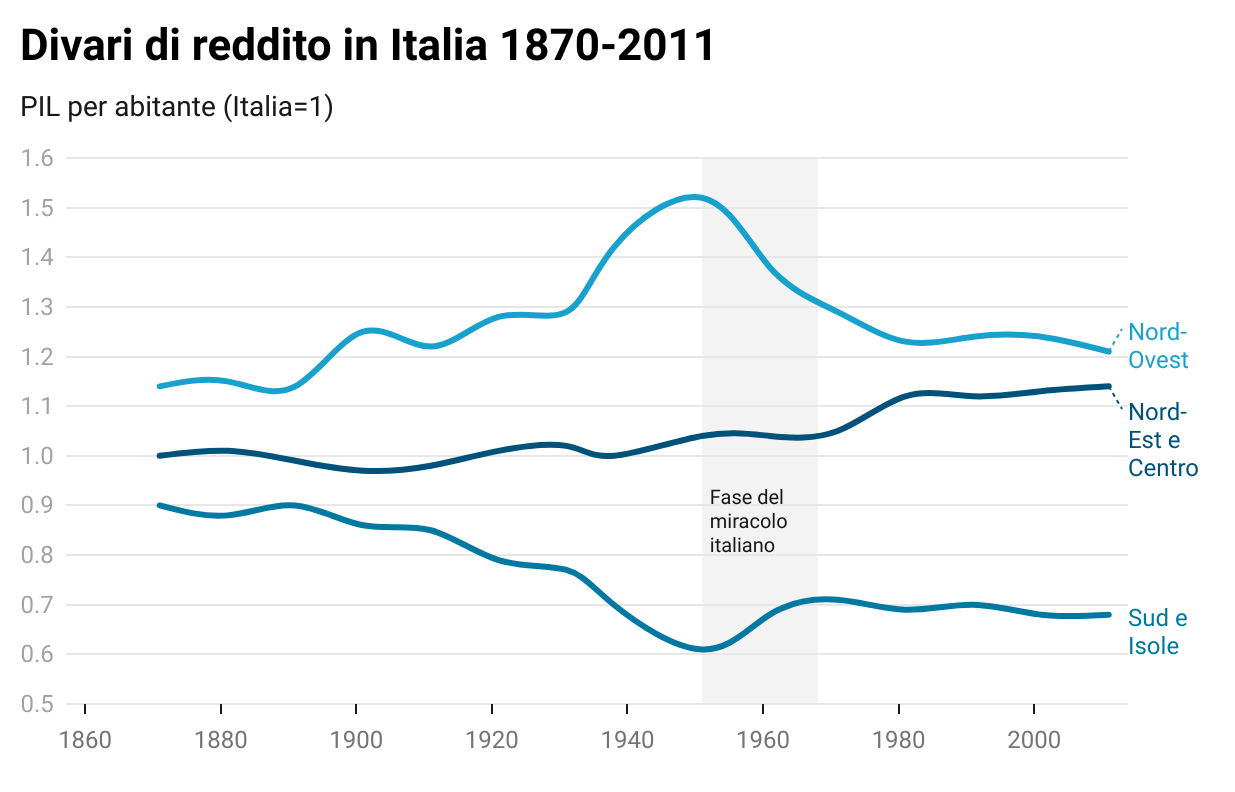
Divari di PIL per abitante rispetto al valore nazionale. All'unità esistevano già differenze di reddito tra sud e nord, ma relativamente limitate in un paese mediamente povero. Le differenze maggiori e che si rivelarono più influenti sullo sviluppo successivo erano relative al capitale umano e sociale (istruzione, infrastrutture, istituzioni, coesione sociale, credito, ecc.). Durante gli anni del boom economico il PIL per abitante meridionale inverti la tendenza storica di divergenza e si avvicinò alla media nazionale, grazie a un tasso di crescita maggiore di quello nazionale.

L'economia e società italiane cambiarono significativamente in un lasso di tempo inferiore ad una generazione. Tra il 1950 e il 1973 l’industria manifatturiera crebbe del 500%  e divenne centrale all'economia nazionale. La quota italiana del commercio mondiale raddoppiò, dal 2 al 4%. L’impiego nell'agricoltura si ridusse dal 43,3% al 16,6% della popolazione attiva, cambiando definitivamente equilibri sociali secolari. I salari aumentarono,  anche se meno del reddito nazionale. Si accentuò la migrazione, sia interna (un esodo che alimentò grandi espansioni delle città del nord), sia verso l'estero (soprattutto verso paesi europei). Raddoppiarono i consumi per abitante. Nelle abitazioni private, si diffusero l'energia elettrica, il riscaldamento centralizzato, e migliori condizioni igieniche. Le donne cominciarono ad emanciparsi. Aumentò l'influenza culturale americana. Arrivarono i supermercati (anche se contro una forte resistenza della piccola distribuzione, molto radicata in Italia).La rete autostradale si estese, accompagnando la diffusione della motorizzazione privata.Nel 1954 la televisione fece la prima trasmissione e fu presto al centro della società italiana e della sua trasformazione.
La fase di forte crescita nazionale produsse anche un fenomeno nuovo: per la prima volta, il divario di reddito tra nord e sud, che si era ampliato durante tutto il periodo dall'unità alla seconda guerra mondiale, si ridusse. L'economia del sud crebbe ad una velocità maggiore della media nazionale. Il reddito per abitante del sud e isole nel 1951 era sceso al minimo storico del 61% del reddito nazionale; nel 1971 era cresciuto al 71%. Mentre la questione meridionale è stata oggetto di secolare disamina sociale, intellettuale e politica, gli studi economici quantitativi più recenti tendono ad attribuire questo risultato degli anni 1950-1960 principalmente all'azione della Cassa per il Mezzogiorno: i suoi investimenti crearono una fondamentale infrastruttura produttiva, aumentarono l'impiego nell'industria e la produttività per addetto.

### Dalla congiuntura alla crescita squilibrata (1965-1991)
Negli anni 1960 la crescita tumultuosa cominciò a incontrare ostacoli. Fino ad allora, lo sviluppo industriale si era avvantaggiato della manodopera abbondante e poco costosa e di tecnologie importate. Ma questi vantaggi (tipici della fase iniziale di crescita di economie arretrate) vennero gradualmente meno, quando si arrivò alla piena occupazione e alla necessità di innovare autonomamente produzioni e tecnologie.
Nel 1963 le rivendicazioni salariali provocarono una prima pausa della crescita. Le rivendicazioni si intensificarono, culminando nel cosiddetto autunno caldo del 1969, nel mezzo della contestazione giovanile che si diffondeva nell'occidente. Dal 1962, i governi di centro sinistra perseguirono politiche più mirate all'inclusione sociale.Nel 1970 fu approvato lo Statuto dei lavoratori. Nei primi anni 1970, ulteriori riforme estesero i benefici dello stato sociale italiano e introdussero un primo forte decentramento amministrativo tramite le regioni. La crescita della spesa pubblica innescò una spirale di inflazione e svalutazioni successive, che si sarebbero protratte per anni.
Questi cambiamenti nazionali ebbero luogo mentre il contesto internazionale stava cambiando profondamente. Nel 1971 si pose fine all’accordo di Bretton Woods che aveva assicurato la stabilità dei cambi, che ora divennero flessibili. Nel 1973 tensioni internazionali legate alla guerra arabo-israeliana fecero innalzare il prezzo del petrolio e a cascata i prezzi in generale. Nello stesso tempo, cominciarono a diffondersi tecnologie informatiche e nuove telecomunicazioni, dando avvio ad una terza rivoluzione industriale.

#### Politiche economiche e crescita

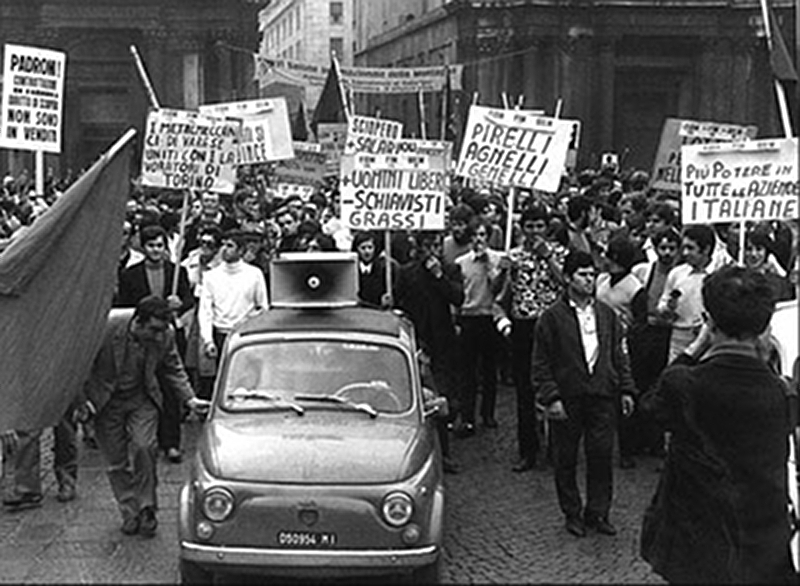
Proteste di lavoratori durante l'autunno caldo, Torino, 1969.

L’economia italiana continuò a crescere, ma tra forti tensioni, shock e una lunga ondata di inflazione, debito crescente e ripetute svalutazioni. Le politiche di austerity cercarono di mitigare le conseguenze del rincaro del petrolio. Le rivendicazioni salariali aumentarono, tra crescenti tensioni sociali, una forte polarizzazione politica e un'ondata di terrorismo (i cosiddetti anni di piombo). I governi che si succedettero perseguirono la coesione sociale aumentando la spesa pubblica, estendendo la previdenza (in linea con quanto accadeva nei paesi occidentali), indicizzando i salari all'inflazione, e sussidiando le imprese pubbliche, spesso oltre logiche di mercato.
Le estese riforme economiche e sociali degli anni settanta furono ispirate dal desiderio di una maggiore programmazione pubblica dell’economia. Tuttavia, fattori culturali e del sistema politico fecero sì che, invece che visioni d’insieme e di lungo periodo, prevalsero logiche clientelari, orientate alla protezione di categorie e gruppi di interesse, e molto influenzate dai cicli elettorali. Furono intraprese riforme improvvisate o frammentarie sia nell'espansione dello stato sociale, sia nelle politiche economiche. Aumentò l'interferenza politica nella gestione delle imprese pubbliche. L’esecuzione delle politiche era poi ostacolata da una amministrazione pubblica inadeguata e in quegli anni mai riformata. Aumentò l'accesso dei giovani all'istruzione superiore e universitaria, ma la sua qualità diminuì. Si allungarono i tempi della giustizia.
Il bilancio pubblico rimase fortemente negativo per molti anni, anche se l’effetto sull'indebitamento fu mitigato dall'inflazione. La Banca d’Italia era per legge obbligata ad acquistare debito pubblico non venduto sul mercato: ciò implicava stampare moneta, che alimentava ulteriore inflazione. La forte inflazione obbligò a ripetute svalutazioni della lira per recuperare competitività nel mercato internazionale.
Alla fine degli anni 1970, la lotta all'inflazione divenne un obiettivo per le maggiori economie occidentali. L’Italia, per spezzare i meccanismi che alimentavano la spirale inflazionistica e di svalutazioni, nel 1979 aderì al Sistema monetario europeo, costituito per stabilizzare i cambi; abrogò la norma che imponeva alla Banca d’Italia di acquistare il debito pubblico (1981); e introdusse una politica dei redditi per controllare gli aumenti salariali, abrogando la cosiddetta scala mobile (1984).
In conseguenza di questa politiche di stabilizzazione macroeconomica, durante i primi anni '80 la crescita economica rallentò. Successivamente però il tasso di crescita aumentò e rimase sostenuto fino al 1992, quando l’Italia raggiunse lo stesso livello di PIL per abitante della Germania e del Regno Unito. Tuttavia, l’Italia non seppe approfittare di questa fase per correggere fondamentali debolezze del proprio sistema economico. Il disavanzo pubblico rimase molto elevato, a causa dell’espansione della spesa pubblica e di una debole tassazione. Conseguentemente, il debito continuò ad aumentare in relazione al prodotto interno, non più mitigato dall'inflazione, che venne messa gradualmente sotto controllo.
La crescita degli anni 1980 e primi anni 1990 si rivelò dunque drogata dal debito: il suo accumulo in questo periodo pesa tuttora sul paese. Soprattutto, il sistema politico fu capace di gestire le forti tensioni sociali, specie durante gli anni 1970; ma fu poi poco capace di promuovere quello sviluppo di norme, comportamenti e capacità istituzionali necessari a far evolvere il paese verso un nuovo ciclo di crescita in un mutato contesto internazionale e nazionale.

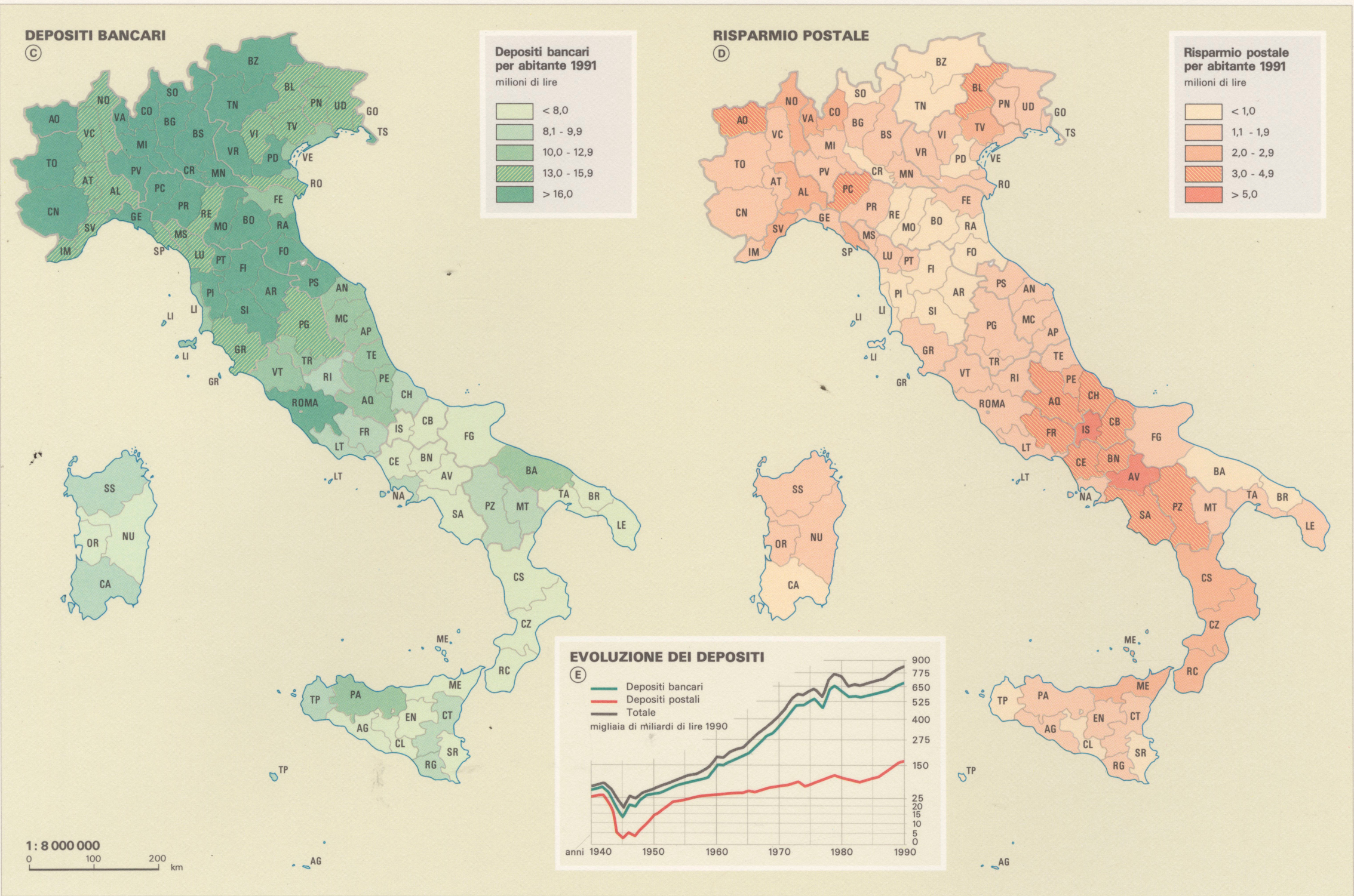
A sinistra: distribuzione dei depositi bancari in Italia nel 1991 per provincia. A destra: risparmio postale. Nel riquadro in basso: evoluzione dei depositi dal 1940 al 1990. La tavola fa parte dell'Atlante Tematico realizzato dall'Ufficio Cartografico del Touring Club Italiano con il CNR - Consiglio Nazionale delle Ricerche (1989-1992).

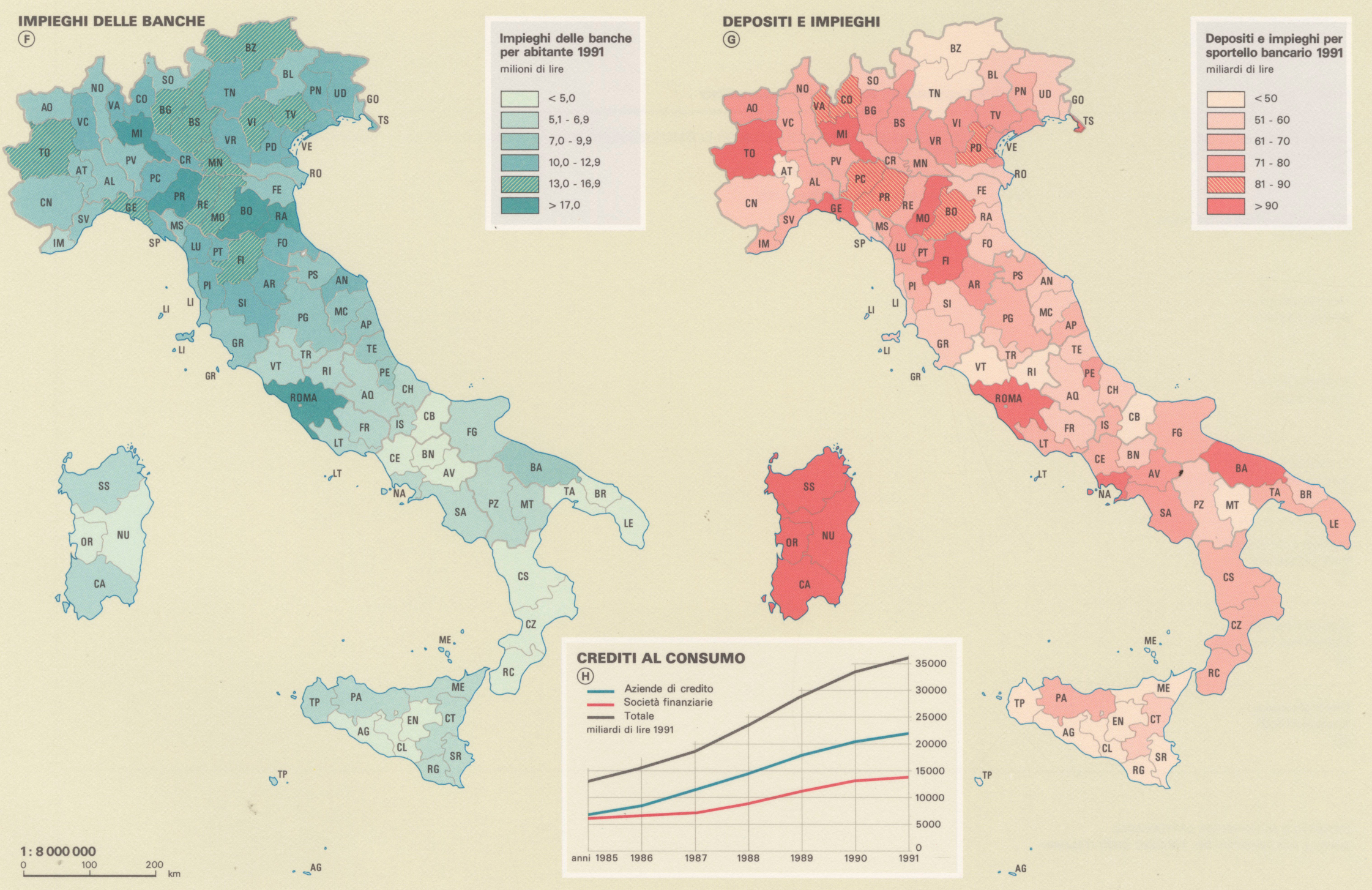
A sinistra: impieghi delle banche nel 1991 per provincia. A destra: depositi e impieghi. Nel riquadro in basso: crediti al consumo.

#### Cambiamenti industriali, sociali ed economici
La crescita degli anni 1970-1980 fu trainata dagli stessi settori sviluppati durante il miracolo economico: meccanica (Finsider), chimica, energia (ENI), mezzi di trasporto (dove primeggiarono FIAT e Alfa Romeo) e beni di consumo. La produzione dei settori di base era dominata da modelli di aziende fordiste, ma crebbero anche numerose piccole aziende artigianali specializzate. La dimensione media delle imprese italiane diminuì, perché le grandi imprese ridussero il personale e esternalizzarono parte della produzione ad una rete di piccoli produttori specializzati.  Le piccole e flessibili aziende industriali, che costituivano la gran parte del settore privato italiano, sostennero l’andamento positivo delle esportazioni. Il loro sviluppo venne appoggiato con strategie basate sui distretti industriali. Tuttavia la piccola dimensione media e la conduzione spesso familiare ne ostacolarono l’innovazione tecnologica e la crescita nei mercati internazionali. La produzione italiana rimase mediamente basata su tecnologie non avanzate, e accumulò un ritardo nella diffusione di tecnologia informatiche e sistemi più moderni di gestione.
Durante questa fase espansiva, le grandi aziende pubbliche non seppero guadagnare efficienza e promuovere innovazione tecnologica al passo coi tempi. Diverse grandi aziende pubbliche entrarono anzi in crisi, richiedendo costosi salvataggi finanziari: tra di essi quello di Finsider (1989), e del settore chimico (SIR e Liquichimica nel 1982) nel mezzo di fusioni (Montedison e poi Enimont), estesi sussidi, crisi di competitività ed ingerenze politiche. La crisi del settore delle partecipazioni pubbliche affievolì anche gli investimenti industriali al sud, indebolendone la convergenza economica col resto del paese, mentre le regioni centrali e del nord-est rafforzavano la propria convergenza.
Alla fine degli anni 1980 il clima sociale era generalmente positivo. Le tensioni sociali degli anni 1970 erano state mitigate. L'Italia aveva raggiunto lo stesso livello di reddito delle maggiori economie europee ed il proprio picco storico dell'uguaglianza distributiva. Il progresso della qualità della vita continuò. La crescita di questo periodo fu però incapace di cambiare alcune debolezze di fondo del sistema paese, che peseranno sulla fase successiva: l’accumulo del debito, la grande diffusione di corruzione e criminalità organizzata, il rallentamento del sud, e la perdita di produttività dei settori economici trainanti.

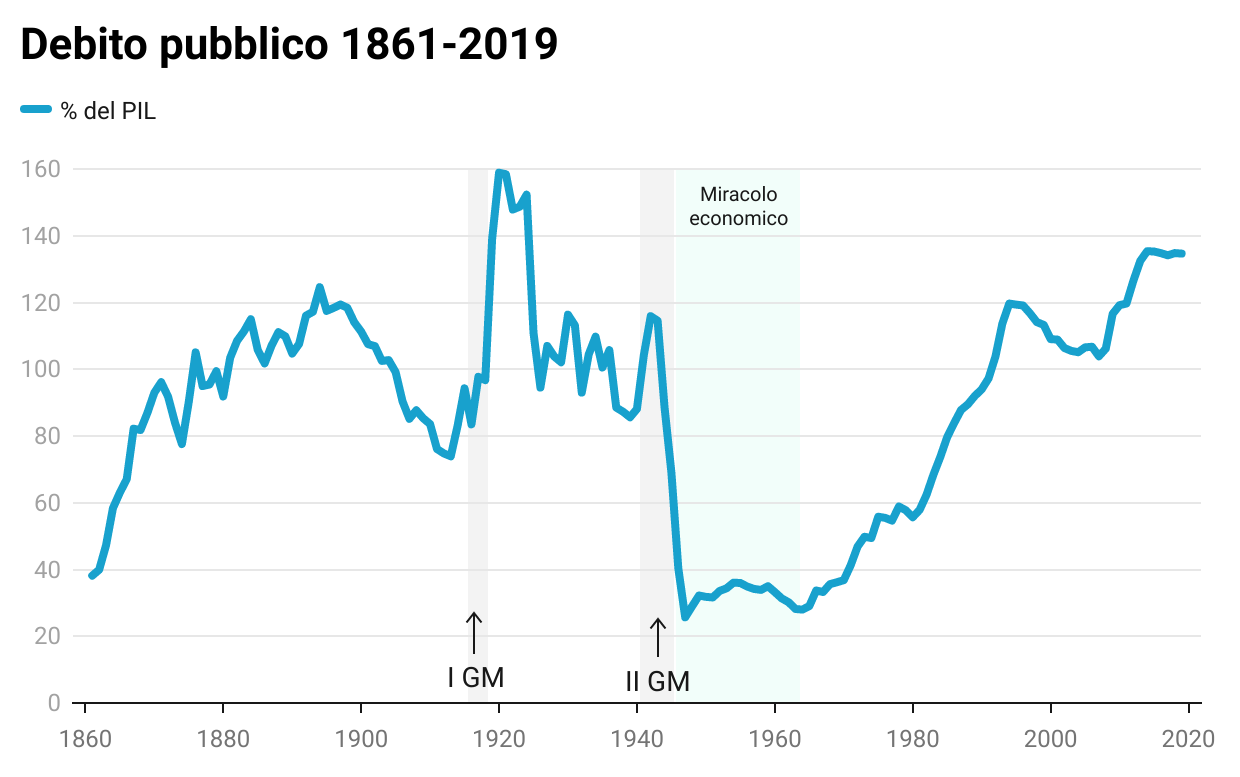
Debito pubblico italiano 1861-2019.

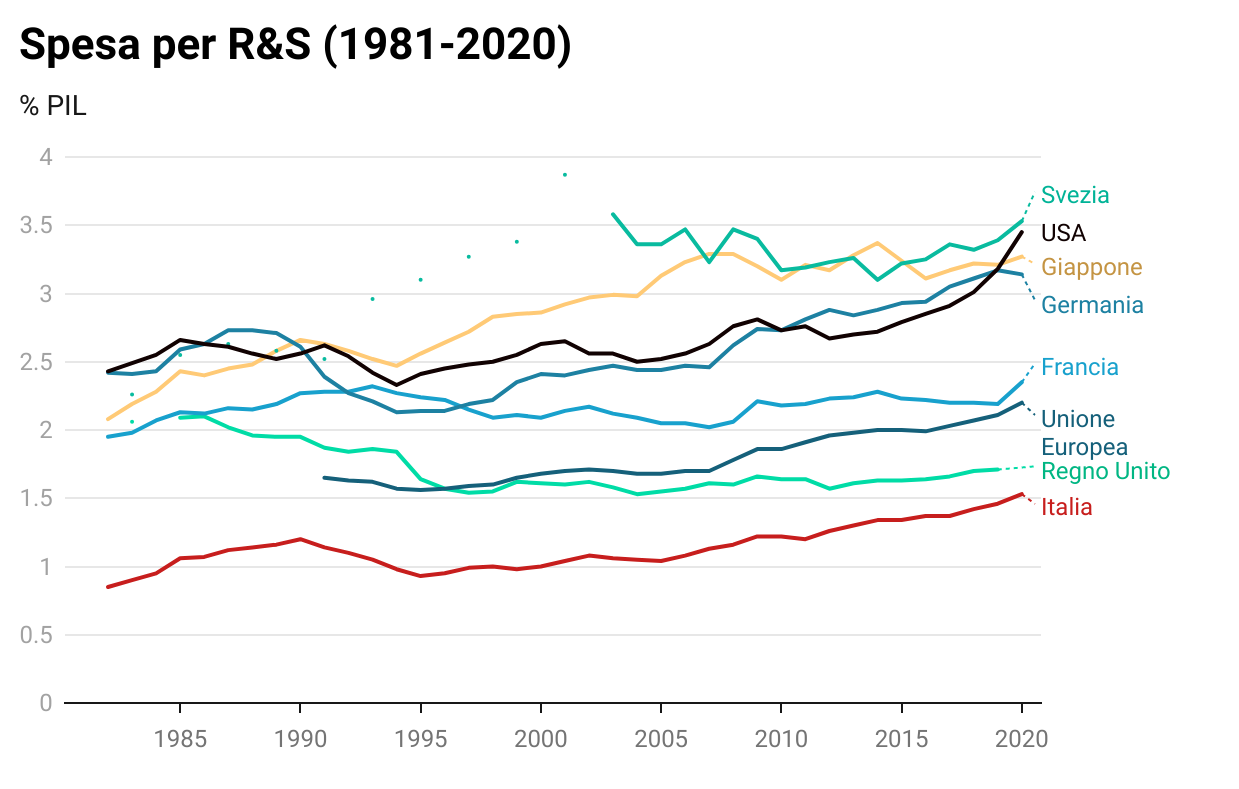
Spesa per ricerca e sviluppo in alcuni paesi (1981-2020) L'Italia ha speso poche risorse pubbliche da lungo tempo nella ricerca e sviluppo. Nel corso degli ultimi 15 anni è accresciuto l'investimento di imprese private, ma il divario con le altre grandi economie rimane molto ampio.

### Sviluppi dagli anni 1990

#### I nodi dei primi anni 1990

##### Contesto internazionale
Tra la fine degli anni 1980 e l’inizio del decennio successivo il contesto internazionale cambiò profondamente. Europa, Nord America e Giappone avevano dominato lo sviluppo economico dell’epoca precedente. Ora una nuova potente ondata di globalizzazione vide la Cina e l’India guadagnare rapidamente spazio e avviarsi ad una convergenza economica col mondo occidentale. La caduta del muro di Berlino (1989), la riunificazione della Germania (1990) e la fine della guerra fredda con la dissoluzione dell’Unione Sovietica (1991), crearono un contesto geopolitico radicalmente nuovo, con una maggiore integrazione economica, e una più intensa diffusione di tecnologie.
Dall'inizio degli anni 1990, la maggiore apertura dei mercati, la crescita della mobilità internazionale dei capitali, di strumenti finanziari complessi, la diffusione di internet, tecnologie informatiche e mezzi di telecomunicazione e comunicazione di massa diedero avvio a una seconda ondata di globalizzazione. In questo nuovo contesto mondiale, con la competizione dei nuovi paesi emergenti, la crescita di molte economie avanzate occidentali rallentò: esse si trovavano di fronte alla necessità di ridefinire le proprie strategie di sviluppo, che non potevano più essere sostenute dalle stesse politiche che le avevano fatte crescere dal dopoguerra fino ad allora.
L’Europa accelerò il processo di integrazione: il Trattato di Maastricht (1992) gettò le basi per la creazione della moneta unica.  Idee neoliberiste prevalevano nelle istituzioni internazionali e spesso anche in quelle nazionali. Accordi commerciali come il NAFTA consolidarono le politiche di libero scambio.

##### Contesto nazionale
A partire dal 1992, l’Italia attraversò una crisi politica importante. L’inchiesta cosiddetta di Tangentopoli portò alla luce estese pratiche corruttive che avevano legato il sistema politico agli interessi di impresa. La fiducia dei cittadini verso le istituzioni politiche, che era sempre stata bassa in Italia per motivi culturali, fu ulteriormente minata dalle inchieste. A questa diminuzione di fiducia contribuirono anche attentati di altissimo profilo operati dal crimine organizzato, tra cui gli omicidi dei giudici Falcone e Borsellino (1992).
I più vasti cambiamenti politici internazionali fecero vacillare alcuni dei tradizionali punti di riferimento ideologici e politici. Nuove tensioni entrarono nella scena politica e nuovi attori occuparono lo spazio politico lasciato dai vecchi partiti in via di dissoluzione: il secessionismo della Lega, l’ingresso di Silvio Berlusconi, istanze di sovranismo, nazionalismo e scetticismo verso l’integrazione europea. Si accentuò il sentimento pubblico di instabilità e incertezza verso il futuro e di antagonismo verso la politica.
Il Trattato di Maastricht aveva imposto parametri di convergenza macro-economica molto esigenti e la sfiducia dei mercati produsse attacchi speculativi sulle valute. Il Regno Unito e l'Italia uscirono dal sistema monetario europeo e la lira si svalutò del 20%, in quello che venne poi ricordato come il mercoledì nero (16 settembre 1992).
Nel paese, la rapida serie di shock politici, giudiziari e finanziari minò la fiducia generale nel sistema. Crollarono quindi gli investimenti privati. La severa manovra finanziaria correttiva del Governo Amato colpì ulteriormente la fiducia pubblica.

#### Cammino di adesione all'euro (1993-1998)
Per perseguire gli obiettivi di convergenza macroeconomica previsti dal Trattato di Maastricht, si avviarono importanti riforme per migliorare la concorrenza nel mercato, controllare i costi di produzione e rendere più flessibile il mercato del lavoro. Nel 1990 si introdusse la normativa antitrust. Nel 1992, in reazione alla crisi valutaria con l'uscita dallo SME, il governo Amato abolì definitivamente l’indicizzazione automatica dei salari, che era stata gradualmente ridotta dai governi precedenti. Nel 1995 la riforma Dini delle pensioni introdusse il sistema contributivo.
Tra il 1990 e 1993 una riforma del sistema bancario (la prima dal 1936) diede avvio ad una vasta privatizzazione delle partecipate dell’IRI, che fece emergere grandi gruppi bancari privati e aumentò la competizione nel mercato. Le privatizzazioni aiutarono a diminuire il debito pubblico e ad aumentare la concorrenza nei settori implicati. Lo Stato rimase in possesso di partecipazioni in settori di interesse strategico quali energia (ENI), difesa (Finmeccanica), elettricità (ENEL), Rai, Poste italiane e Alitalia. Le privatizzazioni aumentarono la dimensione del mercato di capitali italiano e permisero la crescita di imprese private di medie dimensioni, quali Benetton (acquisto Autostrade), Olivetti (acquisto iniziale della Telecom Italia, poi rilevata dal gruppo Pirelli), e Riva (acquisto dei poli siderurgici di Cornigliano e Taranto). Tuttavia queste acquisizioni furono spesso fatte con sistemi di società piramidali poco trasparenti, senza robuste strategie industriali e talora a scopo di acquisizione di rendite piuttosto che per obiettivi di sviluppo.

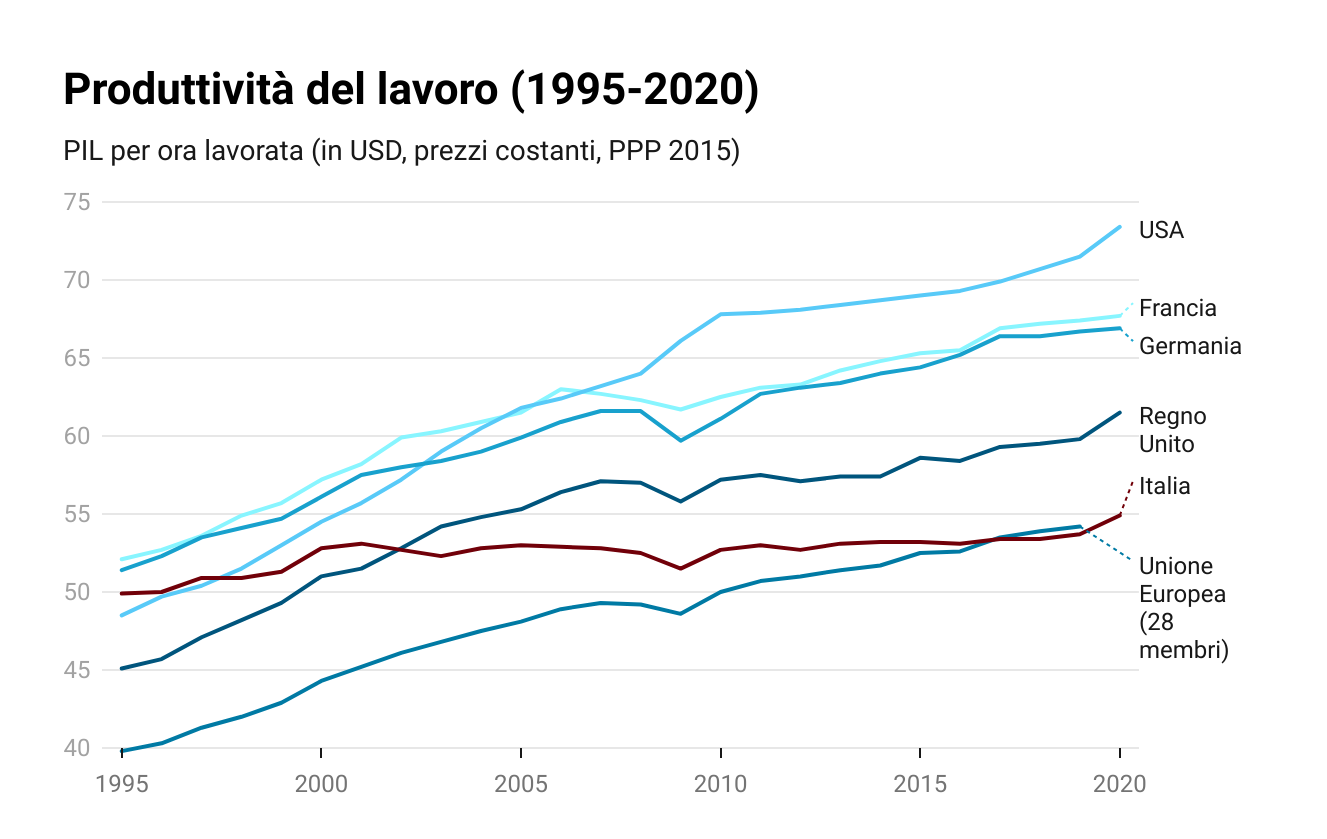
La produttività del lavoro rappresenta il volume di output prodotto per unità di input di lavoro. Dipende in larga misura dalla presenza di altri input, come il capitale fisico, i beni immateriali utilizzati nella produzione (ad esempio i beni di proprietà intellettuale), l'efficienza tecnica e il cambiamento organizzativo. La produttività del lavoro è un motore essenziale dell'evoluzione del tenore di vita. Dagli anni 1990 la produttività del lavoro in Italia ha progredito molto poco rispetto alle altre maggiori economie occidentali: nel periodo 1995-2020, la crescita media annua (+0,4%) è stata decisamente inferiore a quella sperimentata nel resto d’Europa (+1,5% nell’ UE 27).Questa traiettoria della produttività è alla base della stagnazione della crescita del PIL. La lenta diffusione di tecnologie informatiche e di comunicazione ne è una delle cause principali.

Il cammino di convergenza macroeconomica produsse un forte rallentamento dell'inflazione e una marcata diminuzione dei tassi di interesse. La svalutazione della lira diede un forte impulso alle esportazioni. Molte imprese italiani si internazionalizzarono. Il clima di incertezza domestica, tuttavia, ostacolò gli investimenti e le imprese italiane accumularono un ritardo importante nella modernizzazione dei sistemi di produzione e gestione tramite l'informatica, che si stava invece diffondendo rapidamente nelle altre economie avanzate. Le esportazioni, l'integrazione coi sistemi di produzione internazionali e la produttività delle imprese italiane non crebbero allo stesso passo di quelle delle altre maggiori economie. L'economia italiana crebbe, ma meno delle altre grandi economie europee, a causa della minore crescita della produttività industriale e della crescita dei costi di produzione maggiore di quella della produttività, fattori che diminuirono la competitività italiana.

#### Dall'introduzione dell'euro alla crisi del 2008
La moneta unica venne introdotta tra il 1999 e il 2002. Dal 1º gennaio 1999 le banche centrali europei cominciarono a consolidare i propri bilanci. Il tasso di interesse applicato divenne unico. Nel 2002 fu introdotto l'euro come valuta di transazione. A differenza di altri paesi europei, il controllo sulle immediate speculazioni sui prezzi non fu efficace e questo generò una spinta inflazionistica molto sentita dai cittadini. Il successivo apprezzamento dell'euro sul mercato internazionale (piuttosto che la parità lira-euro determinata nel 2002) sfavorì l'economia italiana e alimentò sentimenti diffusi contro l'integrazione monetaria europea.
Tuttavia, le economia avanzate come quella italiana avevano necessità di competere non sulla base di svalutazioni, tipiche di economie più arretrate in fase di espansione, bensì tramite lo sviluppo del capitale umano (istruzione e ricerca), l’adozione di sistemi economici, politici e sociali che favoriscano l’innovazione tecnologica, la coesione e fiducia sociali, la capacità di interagire con un mondo sempre più interconnesso e di adattarsi agilmente ai cambiamenti.
Tra il 1997 e il 2003 ulteriori riforme del mercato del lavoro introdussero maggiore flessibilità, ma crearono anche strati sociali meno protetti. Estese riforme toccarono anche l’efficienza della pubblica amministrazione, con risultati parziali: trasparenza e la responsabilità (1990), semplificazione (1993 e 1997), decentramento (1997 e 2001), valutazione della performance (1994, 1999). Successivamente alcune riforme si mossero in senso contrario alla consolidazione delle istituzioni di mercato, limitando la sanzionabilità dei reati fiscali e societari: la riduzione della pena per il falso in bilancio (2002), e l’accorciamento dei tempi della prescrizione nei processi penali (2005).
Molte delle complesse riforme avviate dalla metà degli anni 1990 incontrarono forti resistenze nella società. Queste, congiuntamente all'elevata polarizzazione politica di quegli anni, alle intense polemiche domestiche, e al susseguirsi di diverse maggioranze parlamentari con cambiamenti di indirizzo politico, spesso resero l'attuazione delle riforme parziale, distorta o incoerente Soprattutto, la disciplina di bilancio non fu altrettanto rigorosa quanto durante la fase di preparazione dell'euro, e la spesa pubblica continuò ad aumentare. Il debito diminuì durante questo periodo non per effetto di una riduzione della spesa, ma a causa degli introiti delle privatizzazioni e della minore spesa per interessi sul debito: il paese non seppe intraprendere un risanamento duraturo dei conti pubblici.
Tra le imprese italiane, solo una parte di esse seppe avvantaggiarsi dall'ondata di globalizzazione, che stava ridisegnando i sistemi di produzione, dalla stabilità valutaria prodotta dall'euro e dalla maggiore flessibilità introdotta dalle riforme. Queste imprese investirono in ricerca e tecnologie, specializzazione, sviluppo delle risorse umane e internazionalizzazione. Altre imprese non seppero invece avvantaggiarsi del nuovo contesto. Mentre la produttività faceva balzi in avanti in altri paesi grazie alla diffusione di ICT, quella media italiana nel 2008 era la stessa che nel 1995.Ci furono anche crisi finanziarie o industriali importanti, come il crack della Parmalat (2003), le ripetute crisi e salvataggi pubblici dell'Alitalia, e le crisi di numerose banche minori.

#### Grande recessione del 2008-2013
Nel 2007-2008 una crisi finanziaria si propagò dagli USA in tutto il mondo, scatenando una recessione tra le più gravi nella storia delle economie occidentali. L'Italia vi arrivò gravata dal debito e quindi povera di risorse finanziarie per attutirne gli impatti. Il paese fu particolarmente colpito da una seconda ondata di crisi nel 2011, che minacciò la solvibilità del debito pubblico. Crollarono commercio, investimenti, credito, fiducia generale e nell'euro. Il sistema finanziario italiano risultò meno esposto ai meccanismi alla base della crisi. Tuttavia l'impatto della crisi e delle misure correttive ebbe profonde conseguenze per le imprese italiane, specie quelle più internazionalizzate. L'impatto della grande recessione fu massiccio: tra il 2007 e il 2013 la produzione industriale diminuì del 25%, gli investimenti del 30% e la disoccupazione raddoppiò. Nella fase finale, le altre maggiori economie europee seppero riprendersi più rapidamente dalla crisi, mentre l'Italia arrancò. Nel 2014 il PIL italiano tornò al livello del 2000.

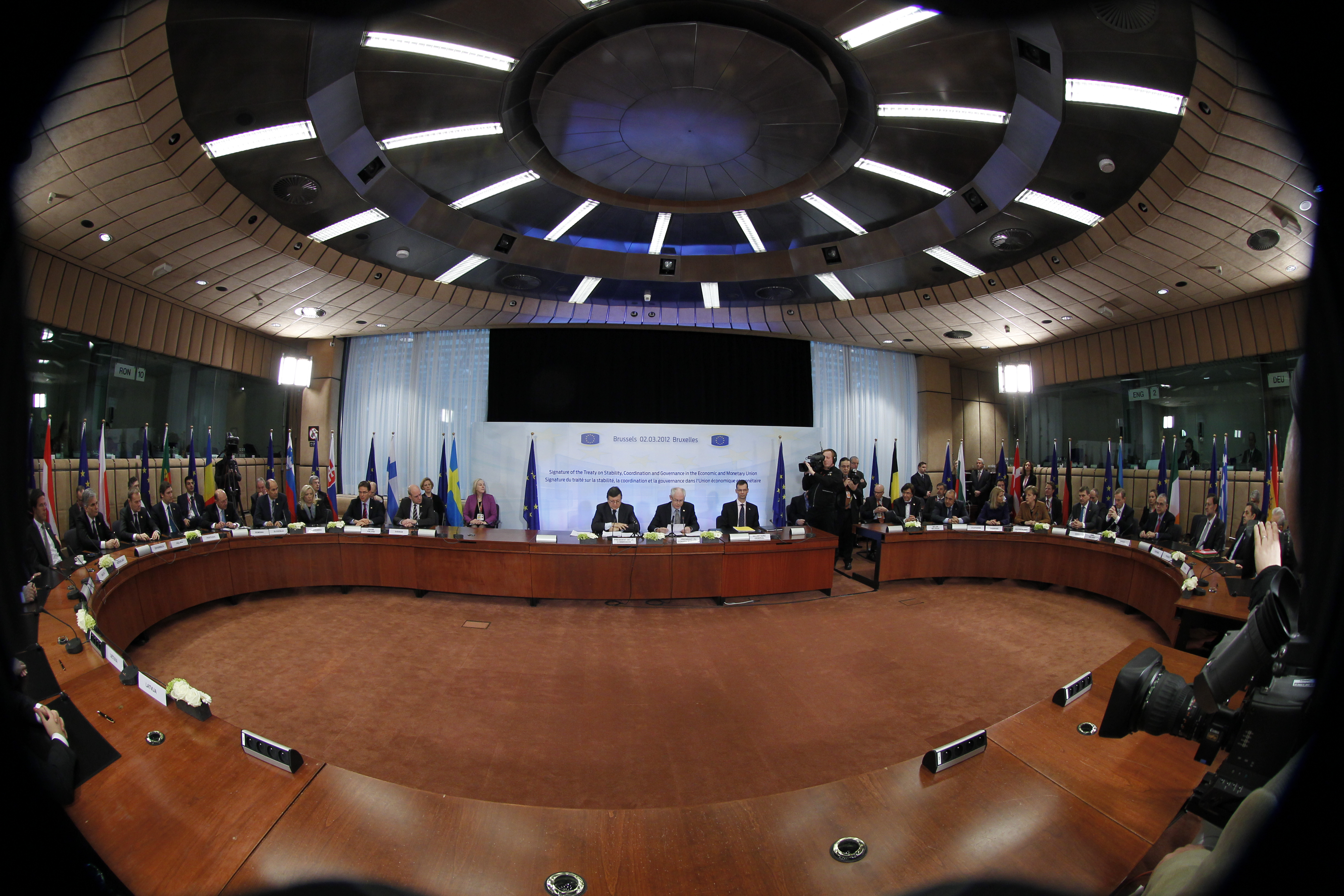
Riunione del Consiglio d'Europa del 2 marzo 2012 che approvò il Patto di bilancio europeo, inteso a rafforzare l'armonizzazione delle politiche di bilancio nazionali in seguito alla grave crisi dei debiti sovrani del 2011. La condizione italiana di alto indebitamento ha reso il paese maggiormente dipendente dalle decisioni macroeconomiche prese a livello europeo.

Durante la prima fase della recessione, le politiche economiche mirarono a controllare le speculazioni sul debito pubblico, che venne sotto attacco sui mercati internazionali, ma senza una prospettiva di più largo respiro. Non c'erano risorse per aumentare gli ammortizzatori sociali per mitigare l'impatto sulle fasce più deboli. Successivamente,  il governo Monti fece una pesante manovra di bilancio e diede avvio ad un'importante stagione di riforme, sia del mercato del lavoro, sia del sistema di concorrenza. Nel mentre un'intesa europea del 2012 introdusse nuove misure di rigore (il cosiddetto Fiscal Compact). Il governo italiano tra la fine del 2011 e 2012 promosse una severa riforma delle pensioni e una riforma del mercato del lavoro nel segno di una maggiore flessibilità e della ridistribuzione delle misure di protezione sociale. Ulteriori riforme intesero facilitare l'accesso delle imprese ai capitali e aumentare la concorrenza nei settori dei servizi, trasporti, energia e comunicazioni.

#### Sviluppi dal 2014
L'Italia uscì dalla crisi con un'economia più fragile, una nuova stagione di riforme e una complessa relazione con l'Unione Europea, le cui istituzioni avevano difeso il paese dai rischi del debito ma avevano chiesto una maggiore disciplina fiscale. Si erano diffusi nuovamente sentimenti contro l'integrazione europea e si avviò una nuova fase di instabilità politica, mentre le riforme dovevano farsi strada tra complesse norme attuative e resistenze al cambiamento. Si fecero avanti nuove forze politiche come il Movimento 5 Stelle e ambizioni di rappresentanza nazionale della Lega di Matteo Salvini. Il governo Letta (2013-2014) si mosse in continuità con le politiche economiche del precedente governo Monti, ma ebbe vita breve. Il governo Renzi (2014-2016) introdusse incentivi per la informatizzazione dell'industria e una riforma del mercato del lavoro (cosiddetto Jobs Act) volta ad aumentarne la flessibilità, che incontrò fortissime resistenze. Dal 2015 la Banca centrale europea avviò una politica di acquisto del debito pubblico (quantitative easing) che aiutò a stabilizzare il quadro macroeconomico specie per paesi fortemente indebitati.
Una prolungata stagnazione economica, e una crescente divergenza di benessere e di dinamismo tra classi sociali e tra le regioni, alimentarono forti tensioni sociali. Si avviarono riforme per attutire le difficoltà delle classi sociali più disagiate e per incentivare investimenti al sud (il reddito di inclusione del governo Renzi e il "decreto legge sud" del successivo governo Gentiloni). Le elezioni politiche del 2018 cambiarono profondamente il quadro politico. Il governo Conte-I formato da Movimento 5 stelle e Lega introdusse il reddito di cittadinanza a fini redistributivi e una riforma del sistema pensionistico (cosiddetta quota 100, modificante la riforma Fornero del 2012). Crebbero tensioni riguardo importanti investimenti infrastrutturali nazionali (tra cui TAV e TAP) e nei confronti del modello di integrazione europea. Una nuova maggioranza (Movimento 5 stelle e Partito Democratico) nel settembre 2019 formò il governo Conte-II. Dall'inizio del 2020, l'economia italiana venne colpita pesantemente dalle misure di controllo della pandemia COVID-19.

#### Valutazioni storiche della traiettoria recente

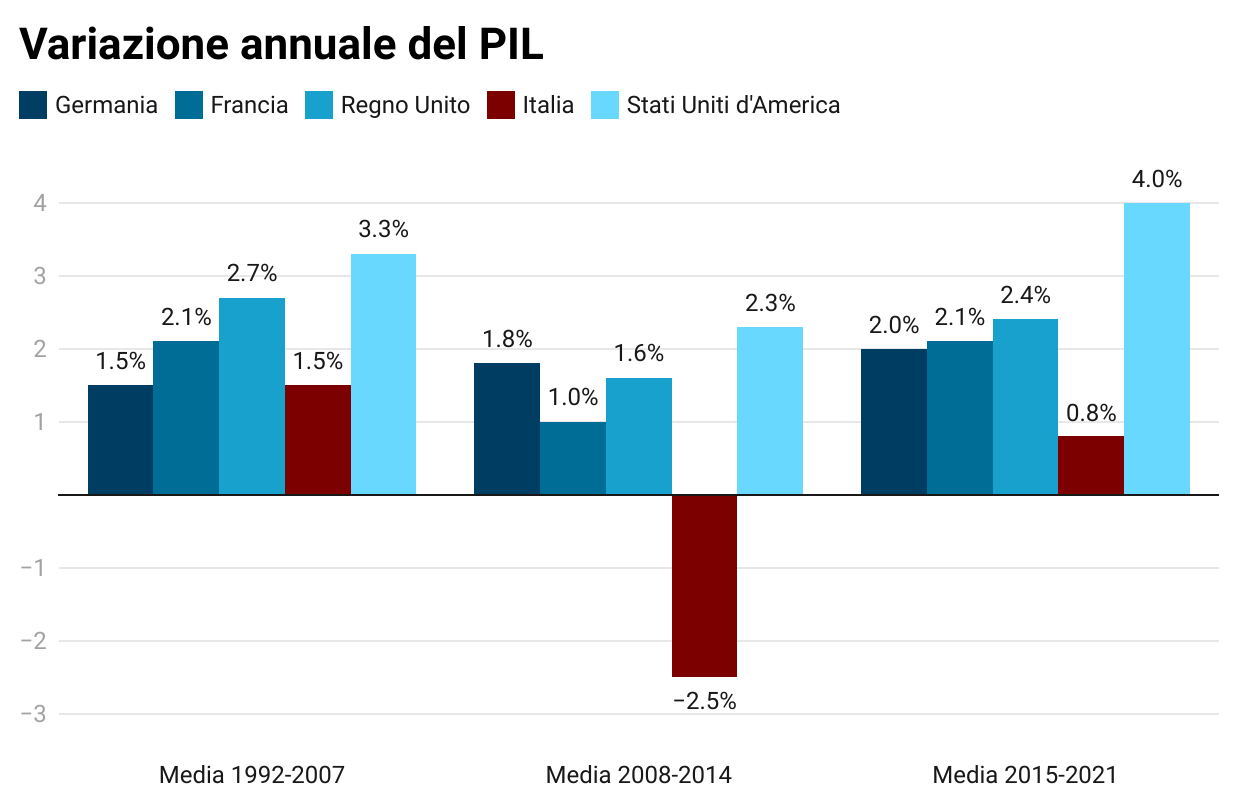
Crescita annuale del PIL 1990-2021.

Dal 1992 il tasso di crescita dell’economia italiana si è indebolito nel lungo periodo.  La grande recessione del 2008-2013 ha aumentato la fragilità generale del paese, le divergenze fra settori dell'economia ed imprese che hanno saputo reagire ed altre che sono entrate in declino, e la divergenza fra nord e sud. Rispetto al picco del 2008, il PIL italiano nel 2021 è inferiore del 13%. Il reddito medio per abitante italiano, che nel 1995 aveva raggiunto il 70% di quello statunitense, nel 2019 ne è diventato il 50%, tornando alla stessa differenza che esisteva nel 1948, nonostante la lunga e proficua rincorsa degli anni 1950-1980.
Alcuni economisti parlano di declino storico italiano in questa fase, sebbene non esista una definizione di declino economico universalmente accettata, né gli stessi economisti pensino che il declino sia irreversibile. Al di là della definizione, di fatto si è instaurato per lungo tempo un circolo vizioso tra spesa pubblica elevata, alto debito, conseguente tassazione elevata; da qui incertezza politica ed economica che deprime gli investimenti, non consente di intraprendere riforme rigorose della spesa e spinge la politica a strategie di mero tamponamento della situazione; indi crescita stagnante e difficoltà a ridurre la spesa pubblica. Nel mentre, si sono accentuate le divergenze tra imprese che investono, sanno navigare il contesto internazionale e si sviluppano, e imprese che non lo fanno; tra regioni che attirano investimenti e alimentano sviluppo, e regioni che stagnano.
La spiegazione della debole traiettoria economica italiana a partire dagli anni 1990, nonostante le importanti riforme, è complessa e non attribuibile a cause singole. Gli storici economici hanno sottolineato alcuni problemi di fondo che sono emersi alla fine degli anni 1980 e hanno pesato sulla traiettoria successiva:
- una produttività debole, che, dopo il miracolo economico italiano, ha smesso di crescere al pari di quella delle grandi economie, anche in settori trainanti come i servizi.[57] Tra le cause principali, il declino delle grandi aziende pubbliche e la frammentazione di molti settori economici fatti di numerose piccole aziende private.[7] Queste ultime hanno costituito il vantaggio italiano di flessibilità e hanno perseguito efficienza ed economie di scala tramite i distretti industriali. Esse soffrono tuttavia di limitate capacità di investimento nella ricerca ed innovazione al ritmo di quanto accade nel contesto globale.[1] Molte di esse stentano a guadagnare spazio nelle catene globali di valore che spingono l'economia mondiale.[7] Gli investimenti italiani nell'istruzione e ricerca hanno segnato il passo per decenni rispetto a quelli delle altre maggiori economie occidentali, a causa del forte clima di instabilità politica e della bassa fiducia interna ed esterna nel sistema paese.[13] La bassa produttività caratterizza anche la pubblica amministrazione: ci sono eccessiva regolamentazione, tempi lunghi delle procedure (p.e., dei tribunali civili), ingerenze politiche e corruzione. A partire dagli anni 1990 si sono succedute riforme della pubblica amministrazione, ma hanno incontrato forti resistenze.[59]
- l’alto livello di indebitamento e di spesa pubblica: questo ha ostacolato investimenti in infrastrutture e ricerca e minaccia la sostenibilità del welfare e quindi la coesione sociale.[3]
- una sopravvalutazione del tasso di cambio reale: questo segnala che, mentre in passato l’Italia è ricorsa a svalutazioni per migliorare la competitività, preclusa questa strada, dagli anni 1990 non ha saputo migliorarla adeguatamente attraverso riforme economiche efficaci richieste dal contesto globale per aumentare produttività, innovazione e coesione.[3]

La difficoltà italiana di superare queste debolezze di lungo periodo ha radici profonde e antiche, tra cui: una elevata polarizzazione politica, anche nel mondo post-ideologico dagli anni 1990, che ha ostacolato la convergenza su grandi riforme; la relativa chiusura del capitalismo nazionale, basato in buona parte su imprese familiari o gruppi piramidali; la debole capacità politica di ideare e perseguire riforme complesse; e un sistema costituzionale che favorisce l‘equilibrio e non le riforme.
Nonostante questi fattori persistenti, il paese ha dimostrato di saper superare difficoltà complesse, come la crisi finanziaria sistemica degli anni 1890; la grande depressione dopo il 1926, in cui riforme oculate salvarono il sistema finanziario; la catastrofe del secondo conflitto mondiale a cui seguì una fase di solida crescita; e numerose crisi contingenti successive, affrontate tramite riforme complesse, sebbene spesso ostacolate da un sostegno politico incostante.